# Crimes de guerre lors de l'invasion russe de l'Ukraine
Cet article concerne les crimes de guerre de l'invasion russe de l'Ukraine. Pour les crimes de guerre russes, voir Crimes de guerre de la fédération de Russie.

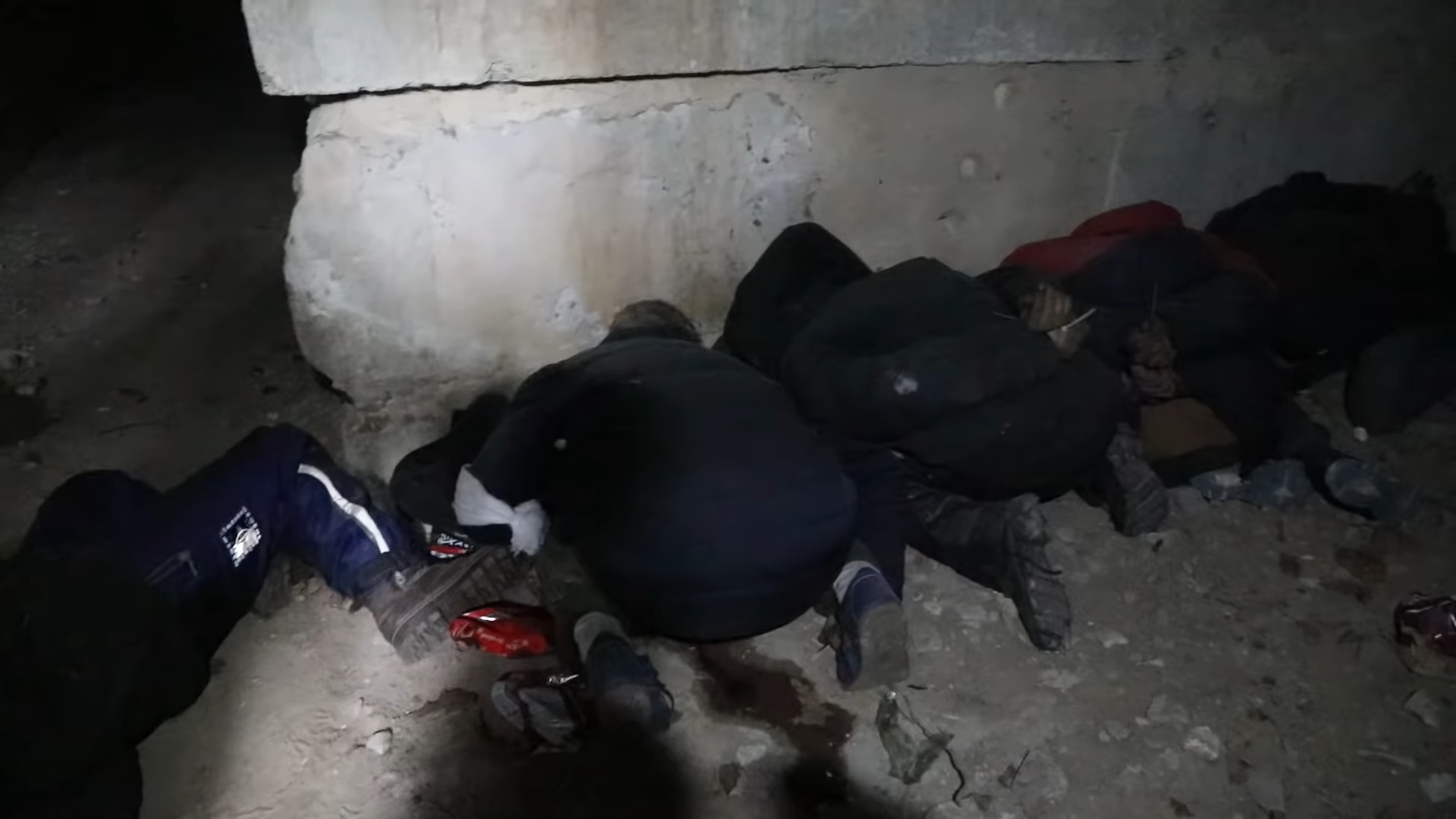
Cadavres de civils ukrainiens exécutés avec les poignets attachés par des menottes en plastique dans un sous-sol à Boutcha.

À la suite de l'invasion russe de l'Ukraine depuis 2022, dans le cadre de la guerre russo-ukrainienne en cours depuis 2014, les autorités russes sont accusées d'avoir déclenché une guerre d'agression, d'avoir mené des attaques visant des couloirs humanitaires, des établissements de soins et d'autres cibles civiles (notamment par l’utilisation d'armes à sous-munitions et thermobariques dans des zones résidentielles), de tirer sur des civils non armés et d'avoir recours au pillage massif de maisons, de magasins et de banques. Les autorités ukrainiennes sont quant à elles accusées d'avoir torturé et exécuté des prisonniers de guerre russes et d'avoir bombardé sans distinction des zones civiles. Toutes ces violations de la Charte des Nations unies peuvent constituer des crimes de guerre selon le droit international pénal.
Début mars 2022, la Cour pénale internationale ouvre une enquête approfondie sur les crimes de guerre et les crimes contre l'humanité commis en Ukraine à partir du début du conflit russo-ukrainien le 21 novembre 2013. À la fin août 2022, le bureau du procureur ukrainien a documenté plus de 29 000 crimes de guerre, identifié plus de 624 suspects et engagé des poursuites contre environ 80 d'entre eux.

## Attaques aveugles contre des zones civiles

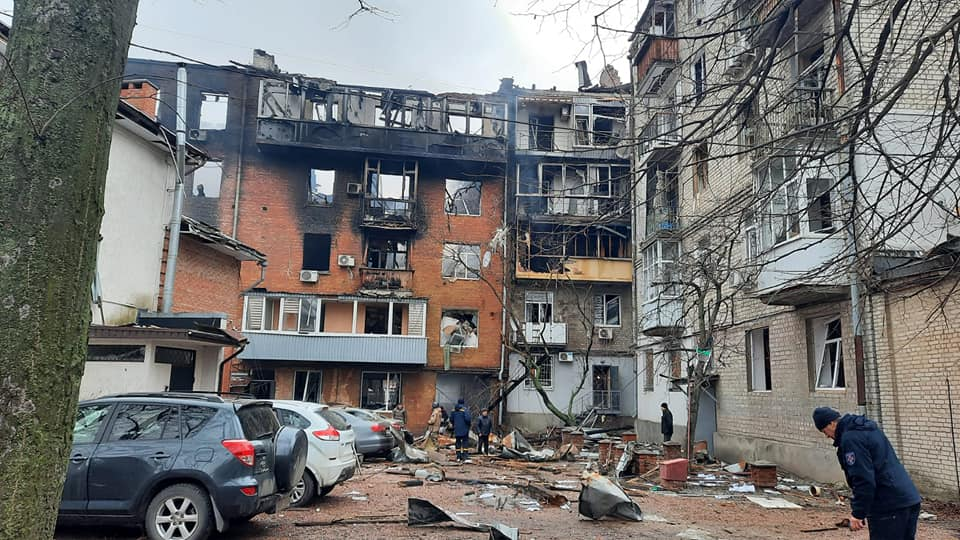
Bâtiments résidentiels bombardés dans l'oblast de Kharkiv.

Selon les organisations de défense des droits de l'homme et la Mission de surveillance des droits de l'homme des Nations unies en Ukraine, l'invasion de l'Ukraine est menée par des attaques et des frappes aveugles contre des biens civils tels que des maisons, des hôpitaux, des écoles et des jardins d'enfants,,.
Le 25 février 2022, Amnesty International déclare que les forces russes ont « fait preuve d'un mépris flagrant pour la vie des civils en utilisant des missiles balistiques et d'autres armes explosives à large zone dans des zones densément peuplées ». De plus, la Russie prétend à tort n'avoir utilisé que des armes à guidage de précision. Amnesty International cite trois attaques documentées, à Vouhledar, Kharkiv et Ouman, considérées comme « aveugles » et pouvant constituer des crimes de guerre.
Les 1er et 2 mars, l'artillerie russe prend pour cible un quartier densément peuplé de Marioupol, le bombardant pendant près de 15 heures, le détruisant considérablement. L'adjoint au maire Sergueï Orlov rapporte qu'« au moins des centaines de personnes [sont] mortes »,.
Le 3 mars, le Haut-Commissariat des Nations unies aux droits de l'homme publie une déclaration de recensement d'au moins 1 006 victimes civiles au cours de la première semaine de l'invasion, mais qu'il estime que « les chiffres réels sont considérablement plus élevés ».
Le 6 mars, l'Organisation mondiale de la santé dispose de preuves d'attaques ayant visé plusieurs centres de soins de santé en Ukraine, le directeur général Tedros Adhanom Ghebreyesus déclarant que « les attaques contre les établissements de santé ou les travailleurs violent la neutralité médicale et constituent des violations de loi humanitaire internationale ».
Le 24 mars, Amnesty International accuse la Russie d'avoir violé à plusieurs reprises le droit international humanitaire au cours du premier mois de l'invasion en menant des attaques aveugles, notamment des attaques directes contre des cibles civiles. Selon Amnesty, des rapports vérifiés et des séquences vidéo montrent de nombreuses frappes contre des hôpitaux et des écoles, ainsi que l'utilisation d'armes explosives imprécises et d'armes prohibées telles que les bombes à fragmentation.
Sans laisser entendre que l'Ukraine est responsable des victimes civiles, des militants des droits de l'homme et des experts du droit international humanitaire estiment que « la stratégie de l'Ukraine consistant à placer des équipements militaires lourds et d'autres fortifications dans des zones civiles pourrait affaiblir les efforts occidentaux et ukrainiens pour tenir la Russie légalement coupable d'avoir d'éventuels crimes de guerre ».

### Utilisation d'armes à sous-munitions
Les rapports sur l'utilisation d'armes à sous-munitions ont soulevé des inquiétudes quant au lourd bilan des victimes civiles immédiates et au danger à long terme des munitions non explosées. Ni la fédération de Russie ni l'Ukraine n'ont ratifié la Convention de 2008 sur les armes à sous-munitions, mais l'utilisation de ce type d'armes dans des zones peuplées peut déjà être considérée comme incompatible avec les principes du droit international humanitaire interdisant les attaques aveugles et disproportionnées.
L'attaque de Vouhledar, à 10 h 30 (UTC) le 24 février, résulte d'un missile 9M79 Tochka, ayant atterri à côté d'un hôpital et tuant quatre civils. Amnesty International décrit son analyse comme « une preuve irréfutable de violations du droit international humanitaire et du droit international des droits de l'homme » par les forces russes. Human Rights Watch (HRW) découvre que l'attaque contre l'hôpital de Vouhledar a impliqué l'utilisation d'une arme à sous-munitions 9N123, un type d'arme interdit par la plupart des États en vertu de la Convention sur les armes à sous-munitions en raison de son danger immédiat et à long terme pour les civils. Le 9N123 contient cinquante sous-munitions individuelles 9N24, chacune divisée en 316 bombes. HRW base son analyse sur des contacts avec les administrations hospitalières et municipales et sur de multiples preuves photographiques. HRW appelle les forces russes à cesser de commettre « des attaques illégales avec des armes qui tuent et mutilent sans discrimination ». 
Le 27 février, selon Amnesty International, des armes à sous-munitions russes d'une roquette BM-27 Ouragan de calibre 220 mm ont touché une école maternelle à Okhtyrka où des civils s'étaient réfugiés le 25 février, tuant trois personnes, dont un enfant. Le film au drone montre quatre coups au but sur le toit de l'école maternelle, trois sur le sol à côté de l'école, deux civils blessés ou morts et des mares de sang. Amnesty International analyse 65 photos et vidéos de l'événement et interrogé des habitants locaux. Bellingcat indique que des restes du 9M27K sont retrouvés à 200 mètres à l'est du jardin d'enfants. Les forces russes étaient positionnées à l'ouest d'Okhtyrka. Amnesty décrit ce type de roquette comme « non guidé et notoirement imprécis », et estime que l'attaque peut constituer un crime de guerre potentiel, qui devra faire l'objet d'une enquête.
Le 4 mars, selon Human Rights Watch, « les forces russes ont tiré des armes à sous-munitions sur au moins trois zones résidentielles de Kharkiv » le 28 février, tuant au moins trois civils. Au 18 mars, le nombre de civils tués lors de la bataille de Kharkiv dépasse les 450, notamment à la suite d'utilisation d'armes à sous-munitions et d'armes explosives dans des zones fortement peuplées de la ville. Des armes à sous-munitions ont également été utilisées à plusieurs reprises sur Mykolaïv lors d'attaques distinctes les 7, 11 et 13 mars, causant des pertes civiles et une destruction massive de biens civils.
Selon Iryna Venediktova, procureure générale d'Ukraine, les soldats russes ont utilisé des armes à sous-munitions lors du bombardement de Borodianka.
The New York Times rapporte que le 6 ou le 7 mars, les forces ukrainiennes ont tiré une roquette à sous-munitions Ouragan de calibre 220 millimètres sur le village sous contrôle russe de Husarivka, à 60 miles au sud de Kharkiv.
En juin, Amnesty International (sur la base d'une enquête de 14 jours au début du mois de mai au cours de laquelle des preuves ont été recueillies) déclare que l'utilisation par la Russie d'armes à sous-munitions et de mines éparpillées à Kharkiv, dans le cadre des bombardements constants du 24 février au mois de mai, équivaut à un crime de guerre.
Le 19 juin, The New York Times rapporte avoir examiné plus de 1 000 photographies de munitions potentiellement interdites, identifiant des preuves de l'utilisation généralisée d'armes à sous-munitions dans un large éventail de zones civiles. La plupart des munitions n'étaient pas guidées, ce qui a tendance à causer des dommages collatéraux aux civils.

### Ciblage des couloirs humanitaires

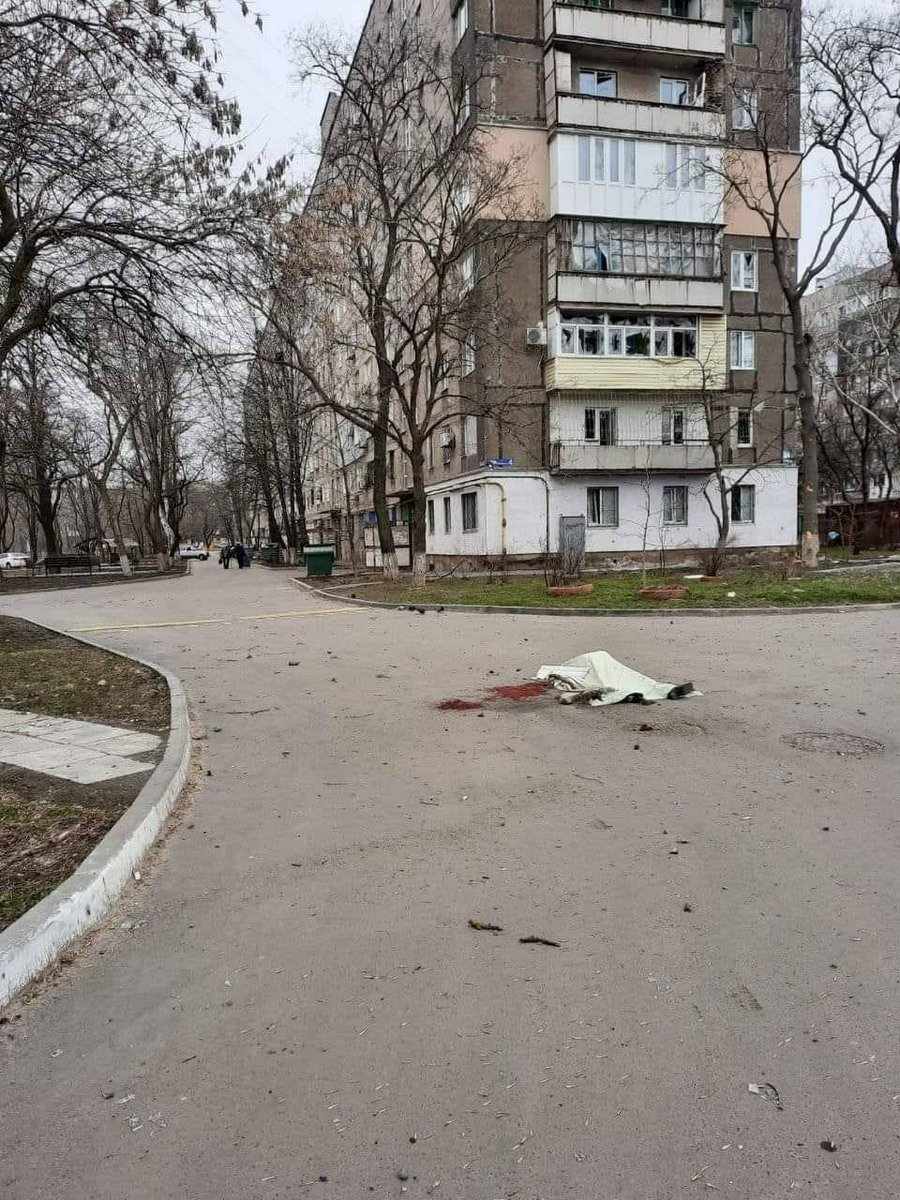
Victime d'une attaque russe à Marioupol en mars 2022.

Pendant le siège de Marioupol, un certain nombre de tentatives pour établir un couloir d'évacuation humanitaire pour évacuer les civils de la ville sont mises en œuvre, mais échouent car celui-ci est ciblé par les forces russes. Le 5 mars, un cessez-le-feu de cinq heures est déclaré, mais les évacuations sont rapidement interrompues après la poursuite des bombardements pendant la période définie. Le lendemain, le Comité international de la Croix-Rouge (CICR) annonce qu'une deuxième tentative d'établissement d'un couloir d'évacuation a échoué. Le 7 mars, le CICR annonce que l'un des itinéraires répertoriés pour les évacuations pendant un cessez-le-feu a été miné. Le 8 mars, une déclaration de Human Rights Watch dénonce les attaques des forces russes contre le couloir d'évacuation, indiquant potentiellement « une violation leurs obligations en vertu du droit international humanitaire ». Cependant, des journalistes du New York Times sur place ont confirmé des tirs obus de mortier des forces ukrainiennes en direction des forces russes à partir d'une position militaire à environ 180 mètres de l'emplacement du couloir.
Le 7 mars, l'ambassadeur américain auprès de l'Organisation pour la sécurité et la coopération en Europe, Michael Carpenter, qualifie de crimes de guerre deux incidents survenus à Marioupol les 5 et 6 mars. Durant ces deux jours, les forces russes ont bombardé les couloirs d'évacuation convenus alors que les civils tentaient de les utiliser.

### Ciblage des centrales nucléaires
Le 3 mars, les troupes russes attaquent la centrale nucléaire de Zaporijjia, la plus grande d'Europe. À l'arrivée des Russes, les ouvriers activent les barres de contrôle. Le bombardement touche divers bâtiments, dont le premier bloc d'alimentation. Un incendie se déclare en raison du bombardement mais sera rapidement éteint,. Ce soir-là, l'ambassade des États-Unis en Ukraine qualifie le bombardement russe de la centrale nucléaire de Zaporijjia en Ukraine de crime de guerre. Le département d'État américain se rétracte sur l'annonce de cette accusation, les circonstances de l'attaque devant être étudiées,. Le même jour, le président ukrainien Volodymyr Zelensky accuse le président russe Vladimir Poutine d'avoir commis une « terreur nucléaire » en ordonnant l'attaque de la centrale. L'ambassadeur de Russie auprès de l'ONU affirme que les forces ukrainiennes ont tiré sur les forces russes depuis le centre de formation. Cela sera ensuite confirmé par une analyse vidéo de l'attaque, signifiant une enfreinte potentielle de la Convention de Genève par les forces ukrainiennes. Selon le spécialiste du droit international Tom Dannenbaum, l'attaque a certainement enfreint le droit international mais ne constitue probablement pas un crime de guerre.

### Attaques contre les biens culturels
L'utilisation d'armes explosives à large rayon d'action suscite des inquiétudes quant à la proximité de monuments historiques, d'œuvres d'art, d'églises et d'autres biens culturels,,,. Dans les affrontements, l'artillerie et les bombardements ont endommagé ou détruit le musée d'art Kuindzhi à Marioupol, le cinéma Shchors de l'ère soviétique et une bibliothèque néo-gothique à Tchernihiv, le complexe commémoratif de l'Holocauste de Babi Yar à Kiev, le bâtiment Slovo de l'ère soviétique et le bâtiment de l'administration régionale de l'État à Kharkiv, une église en bois du XIXe siècle à Viazivka, dans la région de Jytomyr, et le musée d'histoire et d'histoire locale à Ivankiv.
Les biens culturels bénéficient d'une protection spéciale et du droit international humanitaire. Le Premier protocole de la Convention de Genève et la Convention de La Haye pour la protection des biens culturels en cas de conflit armé (tous deux contraignants pour l'Ukraine et la Russie) interdisent aux États parties d'utiliser les monuments historiques à l'appui de l'effort militaire et d'en faire l'objet d'actes d'hostilité ou de représailles. Le Deuxième protocole à la Convention de La Haye n'autorise les attaques contre des biens culturels qu'en cas de « nécessité militaire impérieuse » à condition qu'il n'y ait pas d'alternative réalisable. Les attaques contre le patrimoine culturel constituent des crimes de guerre et peuvent être poursuivies devant la Cour pénale internationale.

### Attaques contre les hôpitaux et les établissements de soins médicaux
Au 26 mars, la Mission de surveillance des droits de l'homme des Nations unies en Ukraine a dénombré 74 attaques contre des installations médicales, dont 61 dans le territoire contrôlé par le gouvernement (par exemple, des frappes aériennes contre des hôpitaux à Izioum, Marioupol, Ovroutch, Volnovakha et Vouhledar), neuf se produisant dans le territoire contrôlé par des groupes armés affiliés à la Russie et quatre dans des zones contestées. Jusqu'à cette date, six centres périnatals, des maternités et dix hôpitaux pour enfants ont été touchés, entraînant la destruction complète de deux hôpitaux pour enfants et d'un hôpital périnatal.
Le 24 février, une arme à sous-munitions touche l'hôpital central de la ville de Vouhledar, tuant au moins quatre civils et en blessant 10, et endommageant des ambulances du complexe. Le 8 mars, l'hôpital central récemment rénové d'Izioum, au sud de Kharkiv, est détruit,, suivi le 11 mars d'une attaque contre un hôpital psychiatrique de la même ville. Le 9 mars, une frappe aérienne russe détruit l'hôpital n° 3 de Marioupol, tuant au moins trois personnes et en blessant au moins dix-sept.
Le 30 mars, l'Organisation mondiale de la santé signale au moins 82 attaques russes vérifiées ayant ciblées les soins médicaux en Ukraine — y compris contre des établissements de santé, des patients et des travailleurs de la santé — depuis le 24 février. L'OMS dénombre au moins 72 tués et 43 blessés comme conséquence de ces attaques.

## Zones concernées

### Oblast de Donetsk

#### Ciblage des couloirs humanitaires
Lors du bombardement de la ville ukrainienne de Marioupol par les forces russes, un certain nombre de tentatives d'établissement d'un couloir d'évacuation humanitaire pour évacuer les civils de la ville ont été tentées mais ont échoué, car ciblées par les forces russes. Le 5 mars, un cessez-le-feu de cinq heures est déclaré, mais les évacuations sont rapidement interrompues après la poursuite des bombardements pendant la période définie. Le lendemain, le Comité international de la Croix-Rouge (CICR) annonce qu'une deuxième tentative d'établir un couloir d'évacuation a échoué,. Le 7 mars, il est découvert que l'un des itinéraires répertoriés pour les évacuations pendant un cessez-le-feu a été miné.

#### Frappe aérienne du théâtre de Marioupol
Le 16 mars, les forces armées russes bombardent le théâtre dramatique régional de Donetsk à Marioupol, qui sert d'abri anti-aérien pouvant contenir jusqu'à 1 200 civils pendant le siège de Marioupol. Le théâtre est en grande partie détruit lors de l'attaque, que les autorités ukrainiennes qualifient de crime de guerre. Le nombre de victimes est actuellement inconnu ; des personnes sont piégées sous les décombres du théâtre effondré après l'attaque, mais les bombardements en cours dans la région compliquent les efforts de sauvetages,.
Le théâtre est l'un des nombreux sites patrimoniaux et culturels ukrainiens délibérément ciblés et détruits par les forces d'invasion russes. Des images satellite du théâtre prises le 14 mars montrent le mot « enfants » épelé en russe à deux endroits à l'extérieur du théâtre dans le but de l'identifier aux forces d'invasion comme un abri anti-aérien civil contenant des enfants et non comme une cible militaire. Les responsables du conseil municipal de Mariupol déclarent que le lieu était le plus grand abri anti-aérien de la ville et qu'au moment de l'attaque, il ne contenait que des femmes et des enfants.
En réponse à l'attaque, la Russie accuse le bataillon Azov, soutenu par l'Ukraine, d'avoir perpétré l'attentat du théâtre, sans fournir de preuves.

#### Frappe aérienne de l'hôpital de Marioupol
Le 9 mars, les forces russes bombardent une maternité et un hôpital pour enfants à Marioupol. Plusieurs sources affirment que l'hôpital était clairement identifiable et opérationnel au moment où il a été visé. Le complexe est détruit et dix-sept civils, dont des enfants et des femmes enceintes, ont été blessés. Une femme enceinte décédera ultérieurement avec son bébé des suites de ses blessures. Le président ukrainien Volodymyr Zelensky qualifie le bombardement de « génocide », le premier ministre britannique Boris Johnson parle lui d'attaque de « dépravé »; Dmytro Kouleba dénonce un « crime de guerre pétrifiant ».

#### Bombardement massif de zones résidentielles à Marioupol

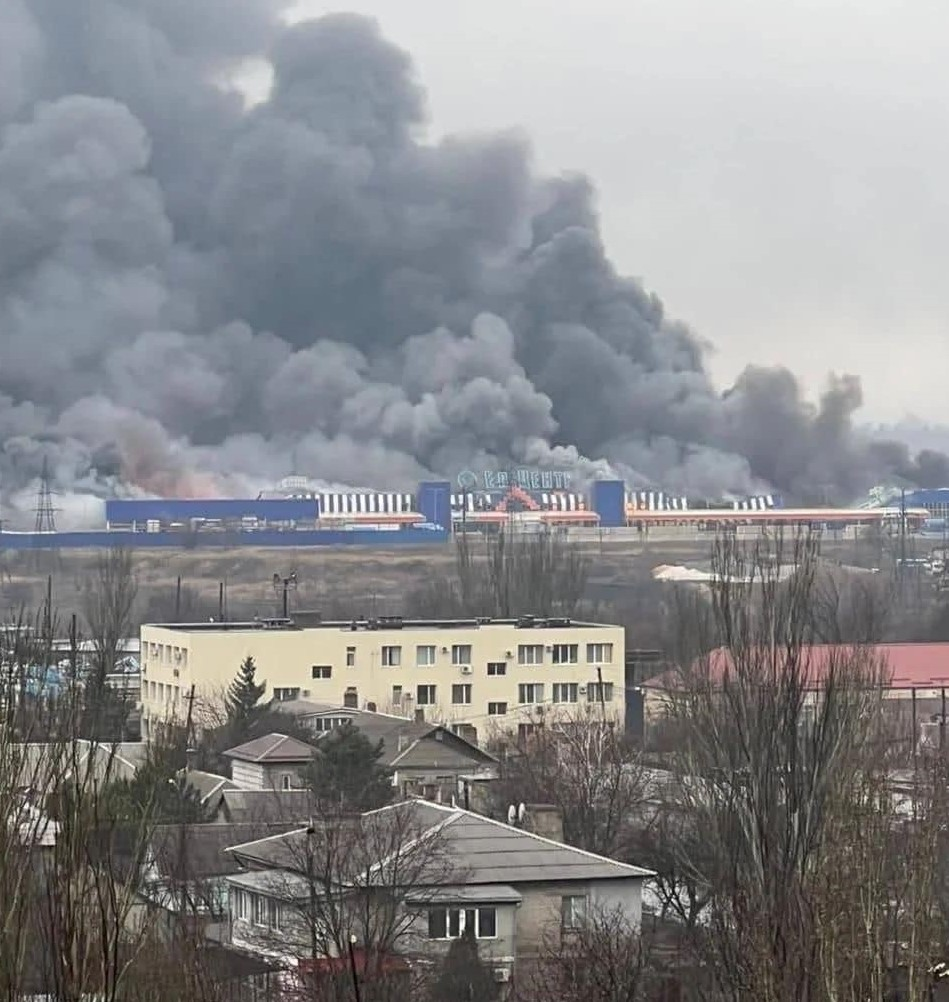
Dégâts de bombardements sur Marioupol le 3 mars 2022.

Le 2 mars, l'adjoint au maire Sergiy Orlov rapporte que l'artillerie russe a pris pour cible un quartier densément peuplé de Marioupol, le bombardant pendant près de 15 heures. Selon lui, un quartier résidentiel peuplé de la rive gauche de la ville est « presque totalement détruit ».
La ville fait face à une pénurie de matière première, manque d'électricité, de nourriture, de gaz et d'eau. Une fillette de 6 ans serait morte de déshydratation sous les ruines de sa maison à Mauripol le 8 mars.
Des photos satellite de Marioupol prises le matin du 9 mars par Maxar Technologies, un sous-traitant de l'armée américaine, montre des « dommages importants » aux immeubles d'habitation, résidences, épiceries et à de nombreuses autres infrastructures civiles. Le conseil de Marioupol estime que les dégâts causés à la ville s'avèrent considérables. Environ 80 % à 90 % du parc résidentiel et d'infrastructures de la ville ont été considérablement endommagée en raison des bombardements, dont près de 30 % détruits de manière irréparable.
Le 16 mars, selon BBC News, des attaques russes quasi constantes ont transformé les quartiers résidentiels en « un désert ». Le même jour, des images de drones montrent « une vaste étendue de dégâts, avec du feu et de la fumée s'échappant des immeubles et des rues noircies en ruines ». Un habitant de la ville déclare à la BBC que « dans la zone de la rive gauche, il n'y a pas de bâtiment résidentiel intact, tout est entièrement brûlé. Le centre-ville est méconnaissable ». La rive gauche abritait un quartier résidentiel densément peuplé. Le même jour, l'Institut pour l'étude de la guerre (ISW) affirme que les forces russes continuent de commettre des crimes de guerre à Marioupol, notamment en « ciblant les infrastructures civiles ».
Le 18 mars, Sky News décrit des vidéos aérienne et terrestre comme montrant toutes deux une « destruction apocalyptique à Marioupol », notamment certaines propriétés commerciales. Le 19 mars 2022, un policier ukrainien en service à Marioupol réalise une vidéo en commentant : « Des enfants, des personnes âgées meurent. La ville est détruite et elle est effacée de la surface de la terre. La vidéo sera authentifiée par l'Associated Press ».
Au 20 mars, les autorités locales estiment qu'au moins 2 300 personnes ont été tuées pendant le siège. Selon Pyotr Andryushchenko, un conseiller du gouvernement de la ville, le nombre total de civils tués pourrait atteindre 20 000. Le même jour, les troupes russes bombardent l'école d'art n ° 12 à Marioupol, où les autorités ukrainiennes affirment qu'environ 400 personnes s'étaient réfugiées pendant les combats et les bombardements sur la ville,.

#### Attaque de missiles sur Donetsk
Le 14 mars, un missile OTR-21 Tochka frappe la ville de Donetsk, tuant 23 civils locaux. La Russie et la RPD accusent les forces armées ukrainiennes de crimes de guerre, ce qu'elles réfutent. Selon elles, le missile a été lancé par les forces armées russes dans le cadre d'une opération sous fausse bannière. Par ailleurs, l'organisation d'enquête indépendante d'origine russe Conflict Intelligence Team (CIT) affirme que cette attaque provient de la fédération de Russie ou des zones séparatistes contrôlées par elle.
Le 25 mars, la Mission de surveillance des droits de l'homme en Ukraine déclare enquêter sur des allégations de bombardements aveugles par les forces armées ukrainiennes à Donetsk et dans d'autres territoires contrôlés par la république populaire de Donetsk et la république populaire de Lougansk.

#### Attaque de la gare de Kramatorsk
Le 8 avril 2022, la gare de Kramatorsk a été bombardée alors qu'elle était bondée de civils cherchant à se mettre en protection dans l'ouest du pays. Selon les rapports, au moins 50 personnes ont été tuées,, et 87 à 300 personnes blessées. L'attaque a été attribuée par les autorités ukrainiennes aux forces russes, ce que la Russie a démenti.
Jean-Yves Le Drian qualifie l'attaque de « crime contre l'humanité ».

### Oblast de Tchernihiv

#### Bombardements de Tchernihiv
Le 3 mars, les forces russes ont tué 47 civils à Tchernihiv, dont la plupart faisaient la queue devant un magasin d'alimentation. Amnesty International n'identifie aucune cible militaire à proximité du site du massacre. Cette action est considérée comme un crime de guerre par l'organisation.
Les zones résidentielles de Tchernihiv sont attaquées par des avions russes le 5 mars et par l'artillerie russe les 6 mars et 11 mars sans faire de victimes,.
Le 13 mars, un civil est tué à la suite d'une frappe aérienne russe sur un quartier résidentiel de Tchernihiv.
Le 15 mars, 5 civils dont 3 enfants perdent la vie à la suite du bombardement d'un immeuble résidentiel à Tchernihiv par les forces russes.
Le 16 mars, 53 personnes sont tuées à Tchernihiv à la suite de bombardements par les forces russes. Treize d'entre elles sont tuées alors qu'elles faisaient la queue pour du pain devant une boulangerie locale,,,.
Le 19 mars, l'artillerie russe prend pour cible le district de Remzavod à Tchernihiv.

### Oblast de Kiev

#### Bombardement d'Irpin
Le 6 mars 2022, de 09 h 30 à 14 h 00, heure locale, les forces armées russes bombardent à plusieurs reprises une intersection à Irpin que des centaines de civils empruntaient pour fuir vers Kiev, tandis que les forces ukrainiennes tirent des obus de mortier sur les forces russes depuis une position militaire, à environ 180 mètres de l'intersection. Selon Human Rights Watch, « les deux parties à ce conflit ont l'obligation de prendre toutes les mesures possibles pour éviter de blesser les civils et de permettre à la population civile d'évacuer en toute sécurité ». Cela faisait partie d'un assaut contre Irpin. Huit civils trouveront la mort,,.

#### Bombardements de Kiev

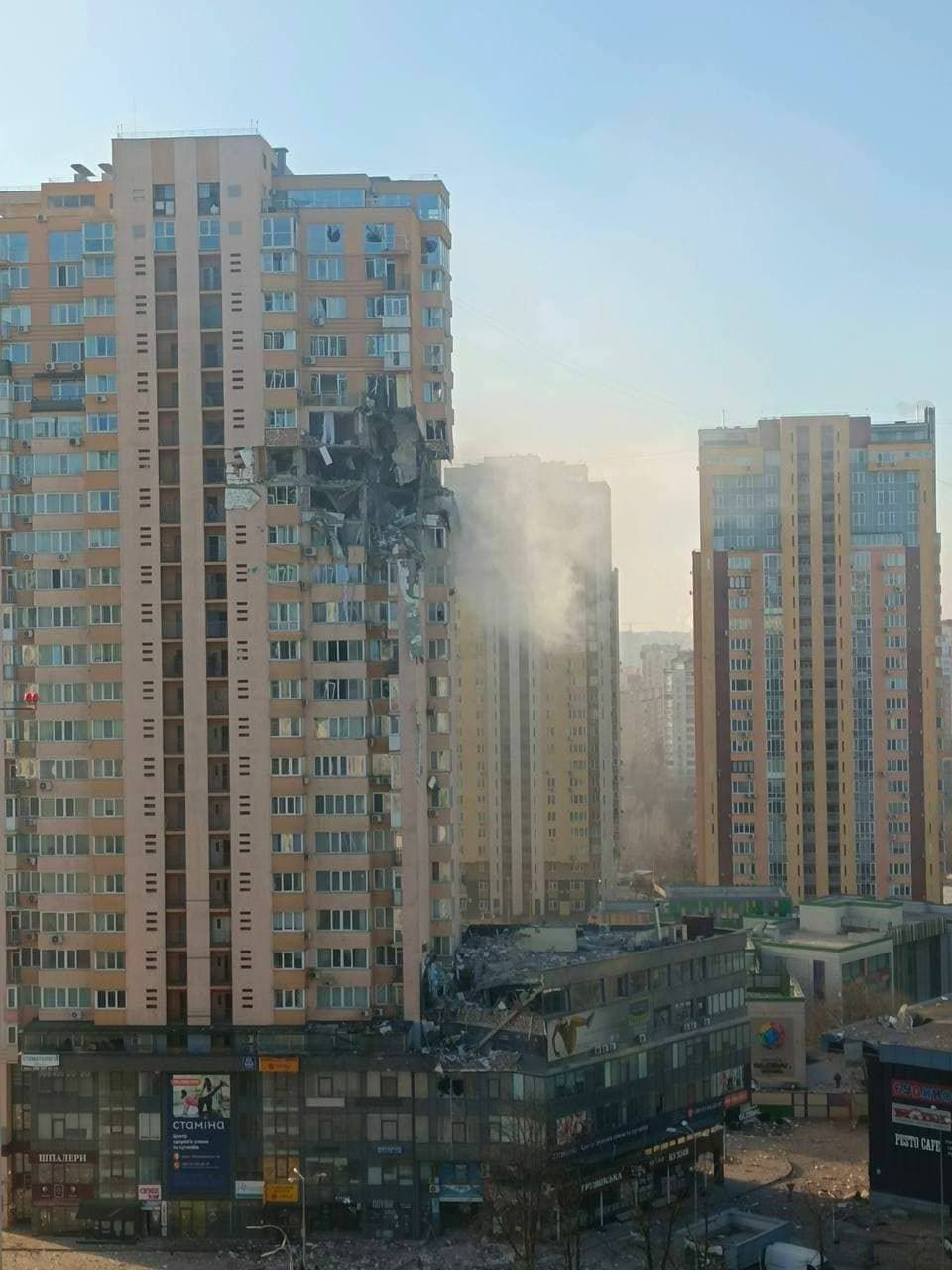
Site d'une frappe de missile contre un immeuble de Kiev le 26 février.

Parmi les cibles des frappes aériennes russes figure la capitale de l'Ukraine, Kiev, ville d'environ 3 millions d'habitants. Des jardins d'enfants et des orphelinats sont notamment bombardés. Les forces russes sont accusées de mener une campagne de terreur contre les Ukrainiens, les infrastructures civiles de la ville telles que les zones résidentielles sont visées par les forces russes, des centaines de personnes ont été tuées et d'autres ont dû fuir la ville.

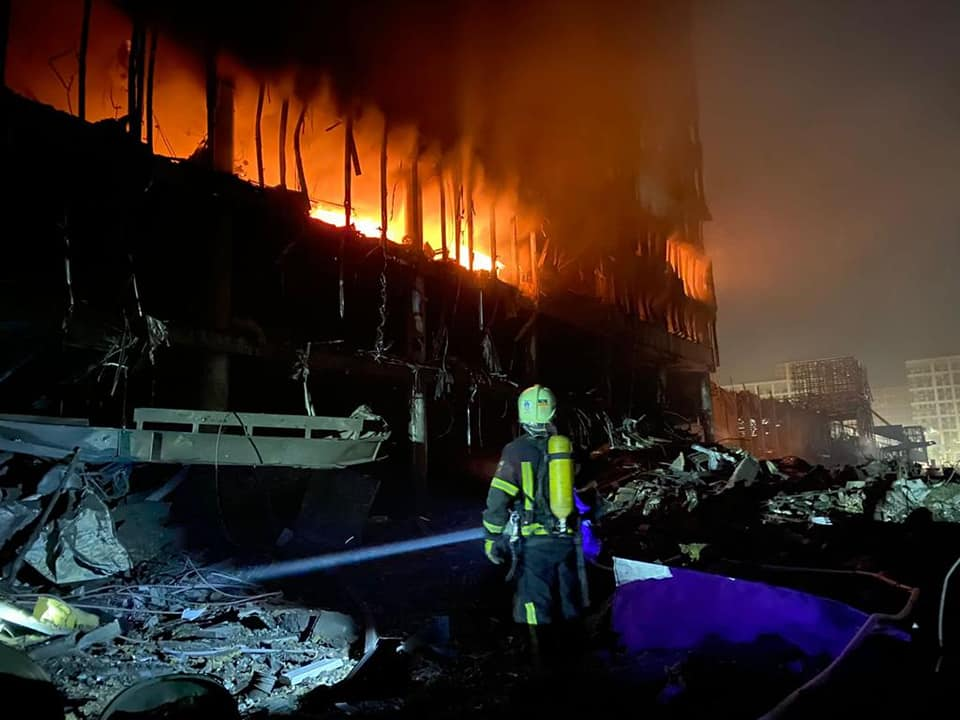
Le centre commercial Retroville de la capitale visé par des missiles le 20 mars 2022.

Dans la soirée du 20 mars 2022, les forces armées russes bombardent Retroville, un centre commercial de la capitale ukrainienne. Les services d'urgence ukrainiens reçoivent des informations faisant état d'un incendie dans le centre commercial à 22 h 48. Le complexe est totalement détruit, les bâtiments voisins gravement endommagés et au moins huit personnes ont été tuées. Selon le ministère russe de la Défense, l’établissement était vacant et servait de dépôt d’armements et de munitions.

#### Bombardement de Borodianka
Alors que les forces russes combattaient à Kiev et à proximité, Borodianka, qui se trouve sur une route stratégiquement importante, a été la cible de nombreuses frappes aériennes russes. La plupart des bâtiments de la ville ont été détruits, y compris la quasi-totalité de son artère principal. Selon Oleksiy Reznikov, ministre de la Défense, de nombreux habitants ont été enterrés vivants par des frappes aériennes et ont perdu la vie pendant une semaine. Il ajoute que ceux ayant tenté de les secourir ont été abattus par des soldats russes.
Certains habitants se sont cachés dans des grottes pendant 38 jours. Le 26 mars 2022, la Russie, repoussée de la région de Kiev, se retire progressivement de la région pour se concentrer sur le Donbass. Selon le maire de Borodianka, pendant que le convoi russe traversait la ville, les soldats russes ont tiré à travers toutes les fenêtres ouvertes. Ces actions ont provoqué la mort d'environ 200 civils. Lors de la retraite russe, seules quelques centaines d'habitants peuplent encore Borodianka, environ 90 % des habitants ont fui et un nombre inconnu de cadavres reposent sous les décombres. Les troupes russes en retraite ont placé des mines dans toute la ville.

#### Bombardement de Boutcha
Les enquêtes médico-légales ukrainiennes sur le massacre de Boutcha ont révélé que des dizaines de civils avaient été tués par des « fléchettes » métalliques, un type d'arme utilisé par l'armée russe. Des corps de la région de Boutcha-Irpin présentaient des lésions causées par de petits objets en forme de clous contenus dans des obus de chars ou de canons de campagne. Selon des témoins, l'artillerie russe a tiré des obus ayant propagé des fléchettes quelques jours avant leur retrait de la zone fin mars. Bien que ce type d'arme ne soit pas interdit par le droit international, son utilisation dans des zones résidentielles peut être qualifiée de crime de guerre d'attaque aveugle.

### Oblast de Soumy

#### Bombardements de Soumy
Dans la soirée et toute la nuit du 7 mars, les forces russes mènent une frappe aérienne sur le quartier résidentiel de Soumy. Environ 22 personnes sont tuées, dont 3 enfants,. Sous la direction procédurale du bureau du procureur du district de Soumy, des poursuites pénales sont engagées pour violation des lois et coutumes de la guerre.
Le 21 mars 2022, une fuite d'ammoniac de l'usine chimique de Sumykhimprom s'est produite lors de la bataille de Soumy à la suite d'une frappe aérienne russe. De l'ammoniac a commencé à fuir de l'usine chimique, située à Soumy, après une frappe aérienne russe,. Selon le Kyiv Independent, « la zone affectée est estimée à environ 2,5 km du site, y compris les villages de Novoselytsya et Verkhnya Syrovatka ». Selon le ministère russe de la Défense, les « nationalistes » ukrainiens ont « exploité » le stockage d'ammoniac et de chlore « dans le but d'empoisonner en masse les habitants ».

### Oblast de Kharkiv
Pendant la bataille de Kharkiv, de vastes parties des zones résidentielles sont détruites par les bombardements russes.
Le 28 février, vers 10 heures du matin, les forces russes tirent des roquettes Grad à sous-munitions sur au moins trois zones résidentielles différentes de Kharkiv,, tuant au moins neuf civils et en blessant 37 autres. Le maire de la ville, Ihor Terekhov, annonce le décès de quatre personnes qui quittaient un abri pour aller chercher de l'eau. Une famille de deux parents et trois enfants a été brûlée vive dans leur voiture. Les emplacements touchés incluent des bâtiments résidentiels et une aire de jeux, dispersés entre les districts d'Industrialnyi et de Shevchenkivskyi. Des explosions dans la ville sont enregistrées jusqu'à 14 h 23.
Le 1er mars, un obus endommage un pensionnat pour enfants aveugles. Le 4 mars, 122 civils, dont cinq enfants, sont tués dans la région de Kharkiv. Sur 1,8 million d'habitants, 500 000 personnes habitent encore Kharkiv au 7 mars. Le 8 mars, les forces russes bombardent un hôpital à Izioum, le détruisant totalement. Ce bombardement est considéré comme un crime de guerre par les autorités de la région. Au 18 mars, le nombre de civils tués à Kharkiv dépasse les 450 en raison de l'utilisation d'armes à sous-munitions et d'armes explosives dans les zones fortement peuplées de la ville.
Human Rights Watch, qui a enquêté sur l'attaque, conclut à une utilisation de roquettes à sous-munitions Smerch par les forces russes, dispersant des dizaines de sous-munitions ou de bombes dans les airs. En raison d'un manque de cibles militaires à moins de 400 mètres de ces frappes et de la nature aveugle de ces armes utilisées dans des zones densément peuplées, HRW décrit ces frappes comme un possible crime de guerre.

### Oblast de Mykolaïv

#### Bombardement de Mykolaïv
Le 13 mars 2022, les forces armées russes perpètre un bombardement à l'arme à sous-munitions sur Mykolaïv. Neuf civils faisant la queue dans la rue devant un distributeur de billets sont tués dans l'attaque. Les forces russes ont notamment utilisé des armes à sous-munitions Smerch et Ouragan dans les zones densément peuplées.

### Oblast de Poltava

#### Bombardement de Krementchouk

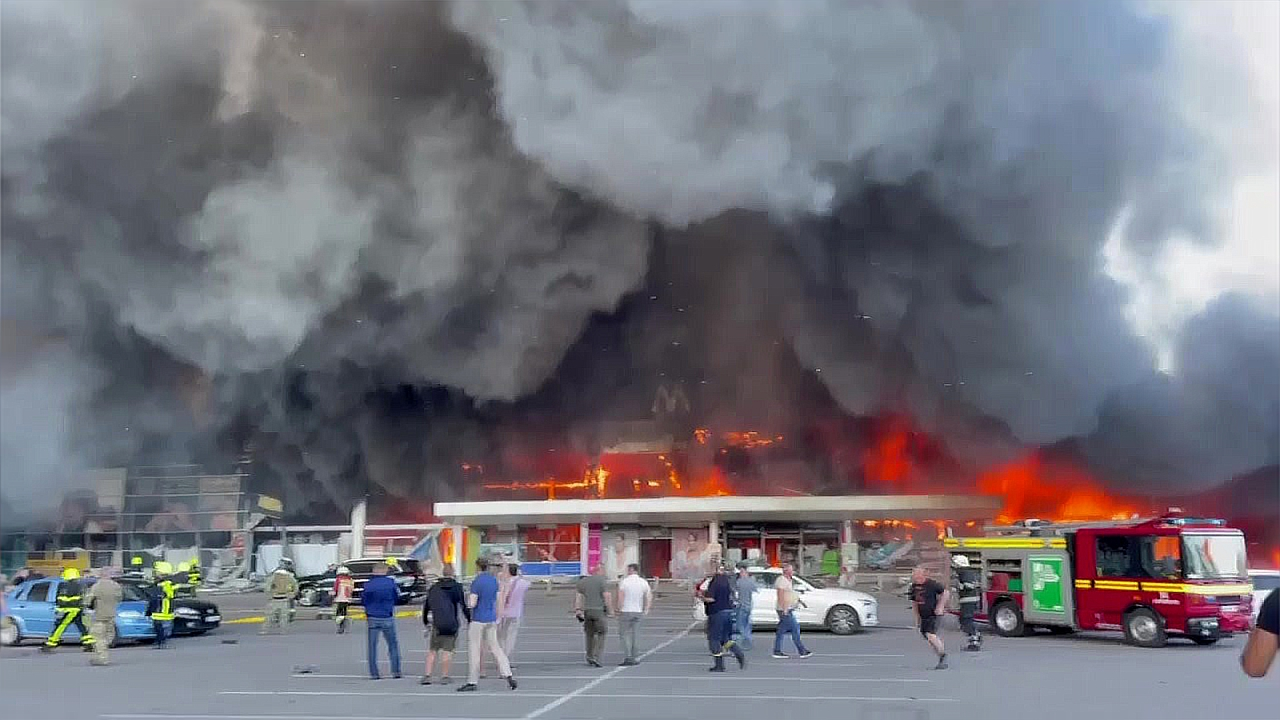
Incendie du centre commercial de Krementchouk après la frappe de missile.

Une attaque de missiles russes contre le centre commercial Amstor s'est produite à Krementchouk, en Ukraine, le 27 juin 2022. Les premiers rapports de Dmytro Lunin, gouverneur de l'oblast de Poltava et des médias ont fait état de 20 morts et de 56 blessés.
Selon les forces armées ukrainiennes, l'attaque a été menée par des missiles anti-navires Kh-22 lancés à partir de bombardiers stratégiques russes Tu-22M3 qui ont décollé de la base aérienne de Chaïkovka (dans la région de Kalouga). Les missiles ont été tirées depuis le territoire de l'oblast de Koursk. Selon les médias ukrainiens, ils appartiennent au 52e régiment d'aviation de bombardiers lourds de la 22e division de bombardiers lourds de la Garde, commandée par le colonel Oleg Timochine. Le ministre de l'Intérieur Denys Monastyrsky a déclaré que le missile avait touché le fond du centre commercial.
Le ministère russe de la Défense a par la suite officiellement reconnu la responsabilité de l'attaque, bien qu'ayant affirmé que le centre commercial n'était pas la cible visée, mais un dépôt d'armes d'une usine à proximité, la détonation de munitions provoquant l'incendie du bâtiment voisin.

### Oblast de Jytomyr

#### Attaques de Jytomyr

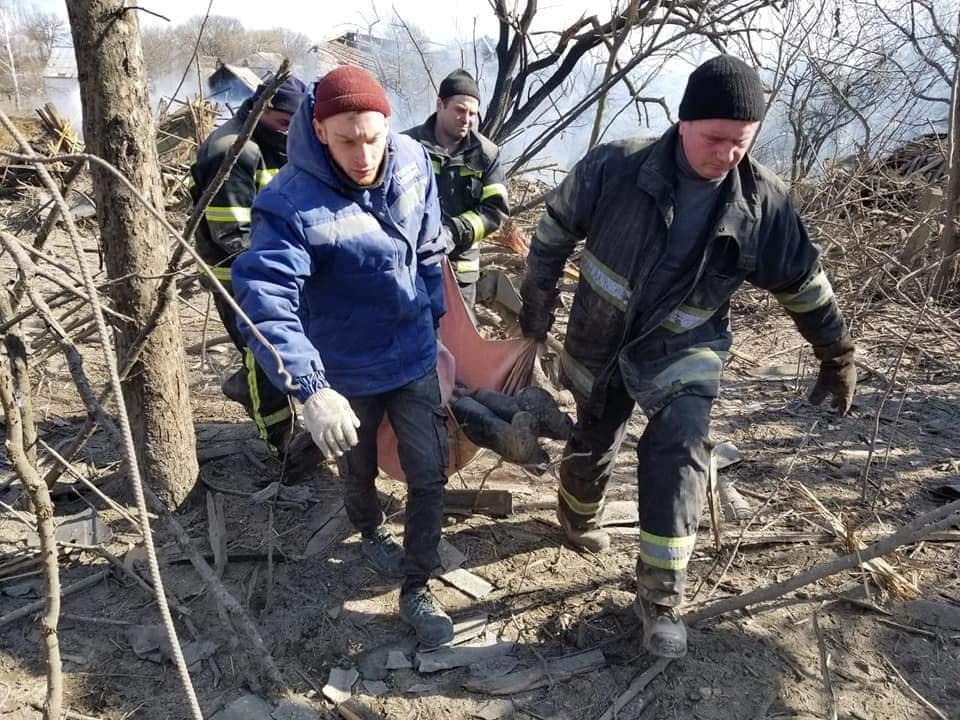
Des secouristes transportant un cadavre retrouvé sous les décombres à Malyn (oblast de Jytomyr), après la frappe aérienne russe du 8 mars.

Le 27 février 2022, la Russie utilise des systèmes de missiles 9K720 Iskander, situés en Biélorussie, pour attaquer l'aéroport civil de Jytomyr,. Le 1er mars, tard dans la soirée, les troupes russes frappent un secteur résidentiel de la ville. Environ 10 bâtiments résidentiels de la rue Shukhevych et l'hôpital de la ville sont endommagés. Quelques bombes sont larguées sur la ville. En conséquence, au moins deux civils ukrainiens sont tués et trois autres blessés. Le 2 mars, des obus touchent le centre périnatal régional et certaines maisons privées.
Le 4 mars, des roquettes frappent la 25e école de Jytomyr, détruisant la moitié du bâtiment. Dans la soirée, « l'usine blindée d'Ozerne et de Jytomyr » essuie des tirs ; deux personnes sont blessées. Le 8 mars, lors d'un assaut aérien, un dortoir est touché et l'usine d'Isovat endommagée. Le 9 mars, la périphérie de la ville (quartier d'Ozerne) est visée par des tirs.

### Oblast de Louhansk

#### Bombardements et capture de Kreminna
Selon Ludmila Denisova, la médiatrice ukrainienne des droits de l'homme, de nombreuses personnes âgées ont été visé par des tirs dans une maison de retraite de la ville de Kreminna le 11 mars, qualifiant l'attaque de « crime contre l'humanité » par des « forces d'occupation racistes ». 56 personnes auraient été tués, 15 rescapés sont emmenés à Svatove en « territoire occupé ». Ces allégations n'ont pas été vérifiées de manière indépendante jusqu'à présent.
Le 18 avril, lors de la prise du Kreminna, les forces russes sont accusées d'avoir tiré sur quatre civils fuyant la ville à bord de leurs voitures. Les statistiques officielles ukrainiennes font état de 200 civils tués, mais selon le gouverneur de la région de Louhansk, le nombre est largement sous-évolué,.

#### Bombardement de Bilohorivka
Le 7 mai, les forces russes ont bombardé une école à Bilohorivka où les gens cherchaient à s'abriter des combats en cours pendant la bataille de Sievierodonetsk. Selon le gouverneur de l'oblast de Louhansk Serhiy Haidaï, environ 60 personnes ont probablement péri dans l'attaque,.
Le secrétaire général de l'ONU, António Guterres, s'est dit « consterné » par l'attaque meurtrière et a rappelé que « les civils et les infrastructures civiles doivent toujours être épargnés en temps de guerre ». Cette attaque est également condamné par la ministre britannique des Affaires étrangères, Liz Truss, pour qui le ciblage délibéré de civils et d'infrastructures « équivaut à des crimes de guerre ».

### Oblast d'Odessa

#### Attaques de missiles sur Odessa
Vers midi le 2 mars, les forces russes ont bombardé le village de Dachne au nord-ouest d'Odessa, incendiant neuf maisons et un garage, suivi le 3 mars par le bombardement des villages voisins de Zatoka et de Bilenke, tuant au moins un civil. Des navires de guerre russes ont également bombardé le navire civil ukrainien Helt dans le port d'Odessa, le coulant.
Le 23 avril 2022, des frappes de missiles dans la ville d'Odessa ont tué huit personnes. Un missile ayant atterri sur un immeuble résidentiel a tué un bébé de trois mois, ainsi que sa mère et sa grand-mère maternelle.

## Mauvais traitements, tortures et massacres de civils
Outre les éléments de preuve prima facie (droit) et les déclarations de témoins attestant de crimes de guerre, les éléments de preuve comprennent des interceptions par le gouvernement ukrainien de conversations militaires russes et des plans d'urgence du gouvernement russe pour les charniers de civils.

### Préhistoire
Lorsque les hostilités n'étaient menées que dans l'est du pays, l'un des premiers cas enregistrés de torture de prisonniers de guerre en Ukraine a été l'incident du 7 octobre 2014 dans la ville de Zugres (Oblast de Donetsk), lorsque l'Ukrainien Ihor Kozhoma, 53 ans, qui a tenté d'emmener sa femme hors de territoire occupé, a été attaché à une colonne et torturé pendant plusieurs heures par les Russes et les séparatistes locaux ,. Un cas similaire a été celui de la résidente de la région de Donetsk, Iryna Dovgan (civile), qui a été publiquement torturée en raison de sa position pro-ukrainienne ,.

### Exactions dans la région de Kiev et de Tchernihiv
Le 15 avril, la police régionale de Kiev signale que 900 corps civils ont été retrouvés dans la région après le retrait des Russes, dont plus de 350 à Boutcha. Selon la police, près de 95 % d'entre eux ont été « simplement exécutés ». D'autres corps continuent d'être retrouvés dans des fosses communes et sous les décombres.
En avril, Human Rights Watch s'est rendu dans 17 villages de l'oblast de Kiev et de l'oblast de Tchernihiv anciennement sous occupation russe de fin février à mars 2022. L'organisation de défense des droits humains a enquêté sur 22 exécutions sommaires, 9 homicides illégaux, 6 disparitions forcées et 7 cas de torture. Selon des témoins, des soldats russes frappaient des détenus, utilisaient des décharges électriques et procédaient à des simulations d'exécutions pour les contraindre à fournir des informations. Vingt et un civils ont décrit la détention illégale dans des conditions inhumaines et dégradantes.
Human Rights Watch publie des informations selon lesquelles dans le village de Staryi Bykiv, non loin de Tchernihiv, les forces russes ont exécuté au moins six hommes au début de l'invasion.

#### Tirs visant des véhicules civils
Human Rights Watch documente trois incidents distincts au cours desquels les forces russes ont ouvert le feu sur des voitures sans vérifier la nature de leurs occupants. Les incidents ont eu lieu dans les régions de Kiev et de Tchernihiv, impliquant quatre véhicules et tuant six civils et en blessant trois autres. Les récits de plusieurs témoins et les enquêtes sur place révèlent que les tirs contre des civils étaient probablement délibérées, suggérant que ce même type d'attaque visant des voitures civiles s'est répétées plusieurs fois.
Le 28 février, les forces russes ont tiré sur deux véhicules tentant de fuir Hostomel, au nord-ouest de Kiev. Le 3 mars, dans la même zone, ils ont ouvert le feu sur un véhicule transportant quatre hommes allant négocier l'acheminement de l'aide humanitaire. Dans le village de Nova Basan, dans la région de Tchernihiv, des soldats russes ont tiré sur une camionnette civile transportant deux hommes, blessant l'un d'eux ; le deuxième homme est extrait de la camionnette et exécuté sommairement, tandis que l'homme blessé parvient à s'échapper.

### Massacre de Boutcha

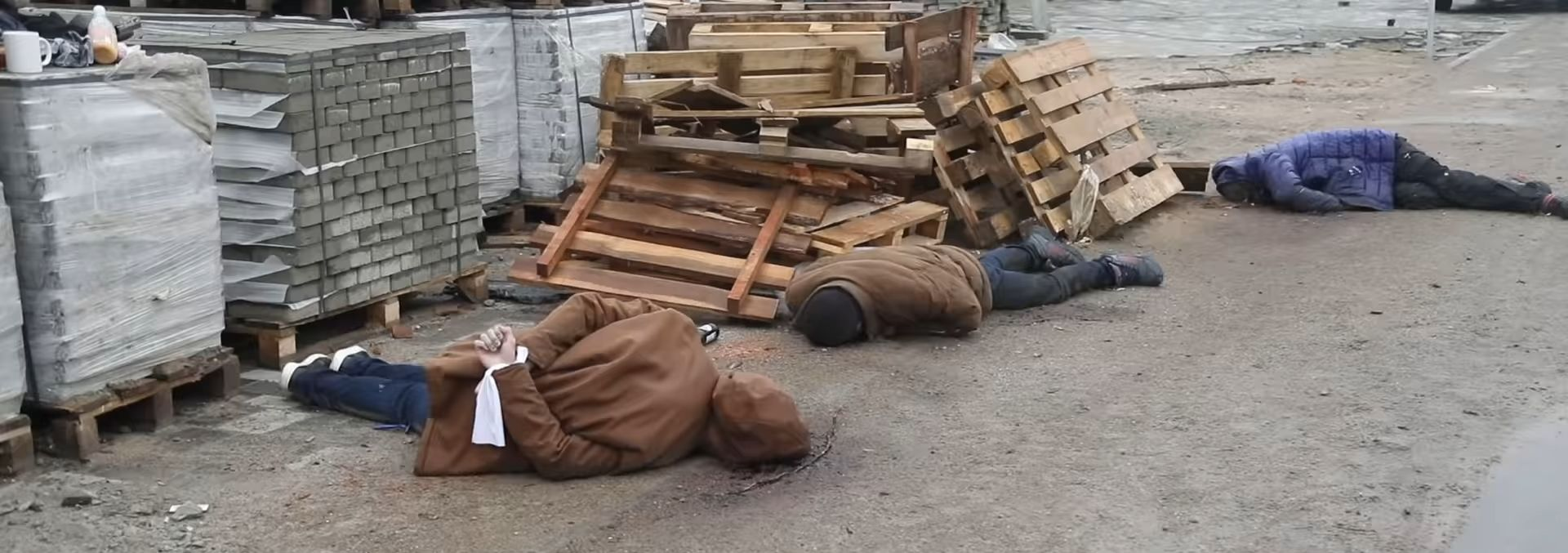
Victimes du massacre de Boutcha.

Après le retrait des forces russes de Boutcha au nord de Kiev, fin mars, des vidéos sont mises en ligne montrant au moins neuf corps gisant dans la rue du quartier résidentiel de la ville. Le 1er avril, l'AFP rapporte qu'au moins vingt corps de civils gisaient dans les rues de Boutcha, dont au moins un avait les mains liées. Le maire de la ville, Anatolu Fedoruk, déclare que ces individus ont tous reçu une balle dans la nuque. Il ajoute que le premier jour après la libération de la ville, les autorités locales ont enterré 280 personnes dans deux fosses communes,. De plus, les habitants de Boutcha avaient déjà enterré 57 autres corps dans une autre fosse commune le 12 mars.
Le 4 mars, les forces russes tuent trois civils ukrainiens non armés livrant de la nourriture pour chiens à un refuge. Selon les habitants de Boutcha, en entrant dans la ville, des chars et des véhicules militaires russes ont parcouru les rues en tirant au hasard sur les fenêtres des maisons. Lors d'un autre incident, des soldats russes à bord d'un véhicule blindé ont ouvert le feu sur des civils fuyant en voiture, tuant un homme, une femme et deux enfants. Un rapport publié par The Kyiv Independent montre également une photo et des informations sur un homme et deux ou trois femmes dévêtues sous une couverture dont les corps ont fait l'objet d'une tentative de crémation sur le bord d'une route.
Comme le rapporte le Times, les Forces de défense territoriale ukrainiennes ont déclaré avoir retrouvé 18 corps mutilés d'hommes, de femmes et d'enfants assassinés dans un sous-sol à Zabuchchya, un village du district de Boutcha. D'après l'un des soldats ukrainiens interrogés, les dépouilles montrent des preuves de torture : certains ont les oreilles coupées, d'autres les dents arrachées. À Vorzel, à l'ouest de Boutcha, des soldats russes ont tué une femme et son enfant de 14 ans après avoir lancé des grenades fumigènes dans le sous-sol dans lequel ils se cachaient.
Le 4 avril, le bureau du procureur général d'Ukraine annonce que la police de la région de Kiev a trouvé une « chambre de torture » dans le sous-sol d'un sanatorium pour enfants à Boutcha. Le sous-sol contenait les corps de cinq hommes dont les mains étaient liées dans le dos,. Le lendemain, des journalistes de l'Associated Press remarquent des corps calcinés dans une rue résidentielle près d'une aire de jeux à Boutcha, dont l'un exécuté par balle, et le corps brûlé d'un enfant.
Alors que les responsables ukrainiens qualifient l’événement de « génocide », « massacre » et « crimes de guerre », le ministère russe de la Défense affirme que certaines des images sont fausses, tout en accusant les troupes ukrainiennes de tuer des civils en bombardant la ville. De nombreux autres pays exigent des enquêtes et des comptes à rendre. Plusieurs nations telles que la Grande-Bretagne, l'Allemagne, la France et l'Espagne appellent à la poursuite des troupes russes responsables des atrocités commises lors de l'invasion. Joe Biden ou Boris Johnson appellent notamment à traduire Vladimir Poutine en justice à la suite du massacre.
En plus de l'armée régulière russe, le groupe Wagner pourrait avoir participé au massacre de Boutcha, selon le renseignement allemand cité par le magazine d'investigation Der Spiegel.

### Tueries et tortures à Borodianka
Le 26 mars 2022, la Russie, repoussée de Kiev, se retire progressivement de la région pour se concentrer sur le Donbass. Selon le maire de Borodianka, pendant que le convoi russe traversait la ville, les soldats russes ont tiré à travers toutes les fenêtres ouvertes. Les troupes russes en retraite ont placé des mines dans toute la ville.
Des soldats russes ont été accusés par Iryna Venediktova, procureure générale d'Ukraine, de « meurtres, tortures et passages à tabac » de civils à Borodianka,. Le chef du département de police de la ville déclare que des civils ukrainiens ont été torturés et tués en représailles à une embuscade réussie contre une colonne de troupes russes.

### Crimes à Makariv
Le ministère ukrainien de la Défense annonce la découverte de 132 corps, accusant les forces russes de les avoir torturés et assassinés,.
Une vidéosurveillance datant 28 février montre un véhicule blindé russe BMP faisant exploser une voiture civile, tuant un couple de personne âgé à l'intérieur,.

### Massacre de l'autoroute E40
Le 7 mars, un drone des Forces de défense territoriale ukrainiennes opérant près de l'autoroute E40 en périphérie de Kiev filme des troupes russes tirant sur un civil ayant les mains en l'air. Des semaines plus tard, lorsque les forces ukrainiennes reprennent la zone, une équipe de presse de la BBC enquêtant sur la zone localise le corps de l'homme et de sa femme près de leur voiture, intégralement brûlés. D'autres cadavres bordent l'autoroute, dont certains montrent également des signes de brûlure.
Les corps ont été incendiés à postériori, comme pour faire disparaître des preuves. Plus loin, d'autres voitures ont été incendiées, et certains corps recouverts de pneus. Des vêtements brûlés pourraient indiquer qu'il y a eu des tentatives pour les faire disparaître par le feu. Les images du drone ont été soumises aux autorités ukrainiennes et à la police métropolitaine de Londres.

### Tueries et chambres de torture à Trostyanets
Après la libération de la ville de Trostyanets dans l'oblast de Soumy du contrôle russe, le médecin local de la morgue signale qu'au moins une personne de la ville a été tuée par des forces d'occupation après avoir été torturée. Des disparitions de jeunes sont également signalés.
Des journalistes du Guardian inspectent la ville après sa libération et découvrent des preuves d'exécutions, de pillages et de tortures perpétrés par les troupes russes. Selon le maire de la ville, les Russes ont assassiné entre 50 et 100 civils pendant leur occupation. Selon un témoin local, des soldats ont ouvert le feu sur des femmes livrant de la nourriture à des personnes âgées.
À la mi-avril 2022, The Independent partage de nombreux témoignages de survivants d'une chambre de torture à Trostyanets. Selon les témoins, au moins huit civils ont été détenus dans un sous-sol d'une gare et torturés, affamés, soumis à des simulacres d'exécution, forcés de s'asseoir dans leurs propres excréments, électrocutés, déshabillés, menacés de viol et de mutilation génitale. Au moins un prisonnier a été battu à mort par des gardes russes qui auraient évoqué « tous les Ukrainiens doivent mourir ». Un prisonnier reçut des décharges électriques à la tête jusqu'à ce qu'il supplie les soldats russes de le tuer. De nombreux corps, mutilés au point de devenir méconnaissables, sont découverts par les enquêteurs aux alentours de la ville.

### Enlèvement et torture de civils à Kherson
Dementiy Bilyi, chef du département régional de Kherson du Comité des électeurs d'Ukraine, affirme que les forces de sécurité russes « battent, torturent et kidnappent » des civils dans l'oblast de Kherson. Selon lui, des témoins oculaires ont décrit « des dizaines » de perquisitions et de détentions arbitraires, entraînant un nombre indéterminé de personnes enlevées. Au moins 400 habitants sont portés disparus le 16 mars, dont le maire et le maire adjoint de la ville de Skadovsk, enlevés par des hommes armés. Une lettre aurait fait l'objet d'une fuite, celle-ci décrit les plans russes pour mettre en place une « grande terreur » de maintien de l'ordre afin de réprimer les manifestations se déroulant à Kherson.
Les Ukrainiens ayant fui l'occupation de Kherson ont témoigné contre les forces russes faisant usage de torture, d'abus et d'enlèvements. Une personne de Bilozerka dans l'oblast de Kherson partagea des preuves physiques de tortures et décrit   décrit des passages à tabac, des électrocutions, des simulacres d'exécution, des étranglements, des menaces de mort sur des membres de sa famille et d'autres formes de torture.
Une enquête de la BBC a recueilli des preuves de torture, qui en plus des passages à tabac comprend également des électrocutions et des brûlures aux mains et aux pieds. Un médecin qui a soigné des victimes de ce type d'acte dans la région assure : « Certains ont subi des brûlures sur les parties génitales, une blessure par balle à la tête après un viol et des brûlures sur le dos et l'estomac causées par un fer à repasser ». De plus, la Mission de surveillance des droits de l'homme de l'ONU Human Rights Watch en Ukraine fait état de tortures et de « disparitions » perpétrées par les forces d'occupation russes dans la région. Un habitant déclare : « À Kherson, maintenant, les gens disparaissent tout le temps (...) il y a une guerre en cours, seule cette partie est sans bombes ».
Le maire ukrainien élu de Kherson a dressé une liste de plus de 300 personnes enlevées par les forces russes au 15 mai 2022. Selon The Times, dans le bâtiment abritant les autorités d'occupation russes, les cris des torturés peuvent être fréquemment entendus dans les couloirs.

### Maltraitance des«maraudeurs»et partisans pro-russes
Selon un rapport des Nations unies, des informations crédibles font état de mauvais traitements infligés à des « maraudeurs, contrebandiers, partisans pro-russes et contrevenants au couvre-feu » sur le territoire contrôlé par le gouvernement ukrainien. Des rapports et des séquences vidéo documentent au moins 45 cas d'abus et de torture par des civils, des policiers et des membres de la défense territoriale. La majorité de ces cas impliquent des auteurs accusés d'avoir scotché des individus (partiellement ou entièrement dépouillés) à des poteaux électriques ou à des arbres, de les avoir battus notamment avec des bâtons et des tiges, et de les avoir aspergés de peinture en marquant sur leur corps ou leurs vêtements le mot « maraudeur ». Certaines de ces conduites peuvent également s'apparenter « à des violences sexuelles liées au conflit ».
Le 25 mars, la Mission de surveillance des droits de l'homme des Nations unies en Ukraine documente au moins deux cas signalés de civils pro-russe abattus à l'intérieur du territoire contrôlé par le gouvernement ukrainien.

### Centres de torture dans la région d'Izioum
En septembre, après la reprise de la ville par l'armée ukrainienne, une dizaine de centres de tortures sont découverts dans la ville, une dizaine dans la région. Des civils, rescapés témoignent de leurs conditions de détention, de torture, simulacres d’exécutions, signatures de documents sous la contrainte, vols de papiers d'identité,,. Selon une enquête d'AP, la torture était quotidienne, arbitraire et largement répandue dans toute la ville, durant les 7 mois d'occupation russe, pour les civils comme pour les soldats ukrainiens. Au moins 7 civils et 1 soldat sont morts sous la torture, 2 hommes ont été victimes de disparition forcée, et 30 corps exhumés portaient des marques de torture, tandis que d'autres fosses communes, minées, n'ont pas pu être fouillées.

## Utilisation de civils comme boucliers humains
L'utilisation de non-combattants servant de boucliers humains est interdite par le droit humanitaire, en particulier l'article 51(7) du Protocole I de la Convention de Genève.

### Par les forces russes
Les soldats russes ont détenu plus de 300 civils ukrainiens comme boucliers humains dans des conditions inhumaines pendant 25 jours en mars dans le sous-sol de l'école de Yahidne, où se trouvait le camp militaire russe, provoquant la mort de dizaines d'entre-eux,. Le 5 mars, les forces russes s'étaient emparées du village comme base pour attaquer la ville voisine de Tchernihiv,.
Selon la BBC, les troupes russes ont utilisé des civils ukrainiens comme boucliers humains à Obukhovychi, localité près d'Ivankiv, près de la frontière biélorusse. Plusieurs témoins rapportent que le 14 mars, les soldats russes ont fait du porte-à-porte, encerclé environ 150 civils et les ont enfermés dans l'école locale, pour servir de protection aux forces russes.
Alors que les premiers témoignages du massacre de Boutcha apparaissent début avril, l'Ukraine accuse les forces russes de battre en retraite de l'offensive de Kiev en utilisant des enfants comme boucliers humains. Des enfants ukrainiens auraient été utilisés comme boucliers humains pendant le retrait des forces russes du village de Novyi Bykiv, rapportent des résidents locaux,. Dans d'autres régions d'Ukraine, les forces russes auraient pris en otage des enfants locaux et menacé leurs parents en cas de divulgation des coordonnées de leurs troupes. Selon le médiateur ukrainien des droits de l'homme, des cas de soldats russes utilisant ce type de méthode ont été localisés dans les oblasts de Soumy, Kiev, Tchernihiv et Zaporijjia,.

### Par les forces ukrainiennes
Depuis le début de l'invasion, la Russie accuse à plusieurs reprises l'Ukraine d'utiliser des boucliers humains,.
Le 25 février, Poutine lance un appel direct aux troupes ukrainiennes et les exhortes à ne pas autoriser « les néonazis et les Banderites à utiliser vos enfants, vos femmes et les personnes âgées comme bouclier humain »,,. Le 7 mars, le représentant permanent de la Russie auprès de l'OSCE, Alexander Lukashevich, accuse le gouvernement ukrainien de ne pas avoir pris « de mesures efficaces pour évacuer les gens » et « d'exercer son influence sur les nationalistes, qui continuent d'utiliser la population comme 'boucliers humains' »,. Le 8 mars, le ministère russe de la Défense accuse les « militants » ukrainiens de détenir « plus de 4,5 millions de civils en otage comme bouclier humain »,.
Les universitaires Michael N. Schmitt, Neve Gordon et Nicola Perugini rejetèrent ces affirmations comme des tentatives de rejeter la responsabilité des morts civiles sur l'Ukraine.

## Viols et violences sexuelles
Selon des experts et des responsables ukrainiens, des indications montrent que la violence sexuelle pourrait être tolérée par le commandement russe et utilisée de manière systématique et délibérée comme arme de guerre,,.
En mars 2022, la Mission de surveillance des droits de l'homme des Nations unies en Ukraine souligne les risques accrus de violence sexuelle et le risque de sous-déclaration par les victimes dans le pays. Après le retrait de la Russie des zones au nord de Kiev, il existe un « corpus croissant de preuves » de viols, de tortures et d’exécutions sommaires menées par les forces russes contre des civils ukrainiens, y compris des viols collectifs sous la menace d'une arme et des viols devant des enfants.
Fin mars, le procureur général d'Ukraine ouvre une enquête sur l'affaire d'un soldat russe ayant tué un civil non armé puis violé sa femme à plusieurs reprises. Ces crimes auraient eu lieu le 9 mars, dans un village en périphérie de Kiev. La victime dénonce plusieurs viols de deux soldats russes après le meurtre de son mari, tandis que son fils de quatre ans se cachait dans la chaufferie de la maison. Le récit est publié pour la première fois par The Times de Londres,. Un porte-parole de Moscou affirme que ce serait un mensonge. Les autorités ukrainiennes déclarent que de nombreux rapports d'agressions sexuelles et de viols par les troupes russes ont été signalés depuis le début de l'invasion en février 2022. Selon la députée ukrainienne Maria Mezentseva, ces cas de viols sont sous-déclarés et il y a probablement beaucoup d'autres victimes.
Dans un autre crime signalé, des soldats russes sont entrés dans une école du village de Mala Rohan abritant des civils et ont violé une jeune Ukrainienne. Selon des déclarations de témoins, les villageois ont informé les officiers russes chargés de l'occupation du village. Ceux-ci ont arrêté les auteurs, leur indiquant qu'ils seront sommairement exécutés. Les soldats russes ont commis de « nombreux » viols contre des femmes ukrainiennes, dénonce le ministre ukrainien des Affaires étrangères Dmytro Kouleba. Selon la base de données Sexual Violence in Armed Conflict (« Violence sexuelle dans les conflits armés »), des violences sexuelles commises par les forces russes sont signalées au cours de trois des sept années de conflit depuis 2014 dans l'est de l'Ukraine.
Human Rights Watch reçoit des informations faisant état d'autres cas de viols dans la région de Tchernihiv et Marioupol. Selon ABC News, « des viols, des coups de feu et une exécution insensée » ont eu lieu en avril 2022 dans la ville de Berestianka, notant un crime où un homme aurait été abattu par des soldats russes le 9 mars après avoir tenté d’empêcher le viol de sa femme et d'une amie.
En avril 2022, la médiatrice ukrainienne pour les droits de l'homme, Lyudmyla Denisova, déclare qu'environ 25 jeunes femmes âgées de 14 à 24 ans avaient été violées à Boutcha, dont neuf étaient tombées enceintes. Le 19 mai, après le repli des forces russes du nord de Kharkiv, plusieurs viols d'enfants sont signalés, dont certains très jeunes,. L'existence d'allégations crédibles de violences sexuelles contre des enfants par les troupes russes a également été signalée par l'ambassadrice britannique aux Nations unies, Barbara Woodward, le 13 mai.

## Utilisation d'armes non conventionnelles

### Utilisation présumée d'armes chimiques
Selon le bataillon Azov, une substance chimique a été larguée lors d'une attaque de drone contre une usine métallurgique à Marioupol le 11 avril. Après une explosion à l'usine, trois personnes ont été légèrement blessées, et notamment essoufflées. Ce rapport n'a pas été vérifié par des tiers.
Le 11 avril, Edouard Basurine, porte-parole de la république populaire de Donetsk, déclare « nous devrions demander à nos forces chimiques de trouver un moyen de fumer ces taupes hors de leurs trous », faisant référence aux forces ukrainiennes retranchées dans l'usine métallurgique Azovstal de Marioupol.

### Utilisation d'armes incendiaires
Les forces aériennes russes utilisent à plusieurs reprises des bombes incendiaires, notamment au phosphore blanc, sur des localités proches de Kherson, Dnipro, Kharkiv et sur les villes de Kramatorsk et Avdiivka. Ces armes sont interdites d'usage par les conventions internationales sur des cibles militaires proches de civils en raison de leur portée indéterminée, et leur largage par avion est également toujours interdit. La Russie dément leur utilisation malgré les images,.

### Utilisation d'armes à sous-munitions
L'utilisation d'armes à sous-munitions dans des zones où vivent des populations civiles est constitutive de crime de guerre car ces armes tuent de manière large et indiscriminée. L'utilisation de bombes à sous-munitions par l'aviation russe est observée à de nombreuses reprises, y compris lors du bombardement de la gare de Kramatorsk le 8 avril 2022. Selon Human Rights Watch, leur utilisation par la Russie est « massive » et au moins 689 civils sont victimes d’attaques aux armes à sous-munitions en Ukraine entre février et juillet 2022,,,.

## Déportations
Les forces russes auraient expulsé de force des milliers d'habitants pendant le siège de Marioupol. Selon le ministère ukrainien des Affaires étrangères, l'armée russe a expulsé de force environ 6 000 habitants de Marioupol afin de les utiliser comme « otages », avec pour objectif d’accroître la pression sur l'Ukraine,. Toujours d'après le ministère, les forces russes ont illégalement enlevé 2 389 enfants ukrainiens des oblasts de Donetsk et de Louhansk,.
Le 24 mars, la responsable ukrainienne Lyudmyla Denisova affirme que plus de 402 000 Ukrainiens ont été déportés de force en Russie, dont environ 84 000 enfants,. Les autorités russes affirment quant à elles avoir évacué 384 000 personnes, dont plus de 80 000 enfants, de l'Ukraine vers la Russie et les républiques autoproclamées de Donetsk et Lougansk.
Le 9 mai, l'Ukraine affirme que de « plus de 1,19 million de [ses] citoyens, y compris plus de 200 000 enfants, déportés vers la fédération de Russie » depuis le début de la guerre en Ukraine. Plusieurs médias et ONG ont identifié une soixantaine de camps à travers toute la Russie. La Russie nie toute déportation et affirme avoir accueilli 1,1 million d'Ukrainiens dans des lieux d'hébergement temporaires.
La déportation des personnes protégées sous le statut de civil pendant un conflit armé est interdite par l'article 49 de la quatrième Convention de Genève.
| Période                    | Déportés  | Sources              |
| -------------------------- | --------- | -------------------- |
| 18 février 2022            | 90 000    | Ombudsman en Ukraine |
| 24 février - 24 mars 2022  | 402 000   | Ombudsman en Ukraine |
| 24 février - 11 avril 2022 | 700 000   | Ombudsman en Ukraine |
| 24 février - 28 avril 2022 | 1 000 000 | Ombudsman en Ukraine |

### Détention arbitraire et disparition forcée de civils
Le 22 mars, l'organisation à but non lucratif Reporters sans frontières, un journaliste local d'une station de radio française en Ukraine a été capturé par les forces russes alors qu'il faisait route dans sa ville natale. Détenu pendant neuf jours, l'homme est soumis à des décharges électriques, des coups avec une barre de fer et un simulacre d'exécution. Toujours selon Reporters sans frontières, les forces russes ont menacé, enlevé, détenu et torturé plusieurs journalistes ukrainiens dans les territoires occupés,. La torture est interdite par l'article 32 de la quatrième Convention de Genève et l'article 2 de la Convention des Nations Unies contre la torture,.
La Mission de surveillance des droits de l'homme des Nations unies en Ukraine déclare avoir documenté au cours du premier mois de l'invasion 21 cas de détention arbitraire et de disparition forcée de journalistes et militants de la société civile dans les territoires russes occupés (dont 9 ont été libérés),,. Elle signale aussi l'arrestation et la détention de 24 agents publics et fonctionnaires des autorités locales, dont trois maires, par les forces armées russes et les groupes armés affiliés des républiques autoproclamées de Louhansk et de Donetsk,,.
Selon le droit international humanitaire, l'internement de civils dans un conflit armé n'est autorisé que lorsqu'ils représentent individuellement une menace pour la sécurité,, et toutes les personnes détenues dont le statut de prisonnier de guerre est mis en doute doivent être traitées comme tels en vertu de la Convention de Genève jusqu'à ce que leur statut ait été déterminé. Les rapports de civils disparus sont monnaie courante dans les villages à l'ouest de Kiev, car les troupes russes se sont retirées dans la région, avec une grande majorité d'hommes. D'après le témoignage d'une femme de Makariv, elle vit des soldats russes forcer son gendre sous la menace d'une arme à s'éloigner de leur maison avec les troupes, et ne l'a depuis plus jamais revue.
Un autre homme a disparu à Shptky, alors qu'il livrait de l'essence à un ami. Seulement sa voiture incendiée et criblée de balles sera retrouvée plus tard par les troupes ukrainiennes.

### Camps de détention
Les évacués de Marioupol ont fait part de leurs inquiétudes concernant le traitement des évacués de la ville assiégé par les troupes russes dans un « camp de filtration » russe, qui serait utilisé pour héberger des civils avant leur évacuation. Des camps similaires ont été comparés par des responsables ukrainiens au système de camp de filtration en Tchétchénie utilisé par les troupes russes pendant la première et la seconde guerre de Tchétchénie. Selon le témoignage de réfugiés, tout entrant dans le camp se doit de donner ses empreintes digitales, d'être photographié de tous les côtés et subit une fouille de téléphone. Toute personne soupçonnée d'être un « nazi ukrainien » est emmenée à Donetsk pour y être interrogée. Face au manque de produits de première nécessité, la majorité des évacuations forcent les réfugiés à rejoindre la Russie.

### Enlèvement d'enfants ukrainiens
Les autorités russes auraient enlevé jusqu'à 121 000 enfants ukrainiens selon certaines sources, puis les ont déporté vers les provinces orientales de la Russie. Les parents de certains de ces enfants auraient été tués par l'armée russe. La Douma d'État russe rédigea une loi formalisant les enlèvements en permettant aux Russes d'« adopter » ces enfants. Le ministère ukrainien des Affaires étrangères dénonce une existante « menace flagrante d'adoption illégale d'enfants ukrainiens par des citoyens russes sans observer toutes les procédures nécessaires déterminées par la législation ukrainienne ». et demande aux organismes des Nations unies d'intervenir pour que les enfants soient renvoyés en Ukraine.
En décembre 2022, un collectif français ayant réuni des preuves disponibles en sources ouvertes, en coopération avec des ONG ukrainiennes, saisit la Cour pénale internationale sur ce dossier,,. En février 2023, l'université de Yale publie un rapport intitulé « Programme systématique de la Russie pour la rééducation et l’adoption des enfants ukrainiens », et qui établit, en lien avec différentes ONG « l’échelle, la chaîne de commandement, la complexité logistique et soigneusement orchestrée », établissant l'existence d'au moins 43 camps où sont enfermés au moins 6 000 mineurs ukrainiens, généralement soumis à de la propagande russe dans un objectif affiché de « rééducation ». Certains, « prétendument orphelins » ont été adoptés par contrainte,,.
Début mars 2023, alors que 16 221 enfants auraient été déportés depuis les territoires occupés d’Ukraine vers la Russie, selon le National Information Bureau (organisme gouvernemental ukrainien qui enregistre les prisonniers de guerre et civils disparus), le procureur de la Cour pénale internationale, qui enquête depuis une année sur les crimes de guerre commis en Ukraine, se rend dans le sud de l'Ukraine dans le cadre de l'enquête de la CPI sur les déportations d’enfants ukrainiens en Russie. Selon Le Monde, des mandats d'arrêts pourraient être émis dans ce cadre, que ce soit pour crime contre l'humanité (déportation) ou crimes de guerre (transferts forcés). L'Union européenne, conjointement avec la justice polonaise, ont également ouvert des enquêtes.

## Traitement des prisonniers de guerre

### Prisonniers de guerre russes

#### Images de soldats capturés

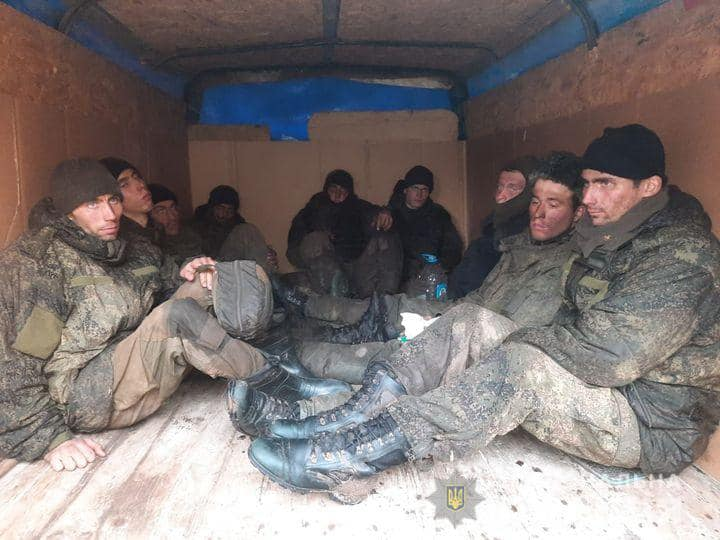
Soldats russes capturés lors de la bataille de Soumy.

Depuis le 27 février, le ministère ukrainien de l'Intérieur partage sur les réseaux sociaux des photos et des vidéos macabres de soldats russes tués, suivies de dizaines de vidéos de prisonniers de guerre sous interrogatoire, parfois les yeux bandés ou ligotés, révélant leurs noms et informations personnelles, et regrettant leur implication dans l'invasion,,. Les vidéos suscitent l'inquiétude quant aux violations potentielles de l'article 13 de la Troisième Convention de Genève, qui stipule que les prisonniers de guerre doivent être protégés « contre les insultes et la curiosité publique »,.
Le 7 mars, Amnesty International publie une déclaration affirmant qu'« il est essentiel que toutes les parties au conflit respectent pleinement les droits des prisonniers de guerre » et affirmant que les prisonniers de guerre filmés et leurs familles pourraient être exposés à des représailles après leur rapatriement en Russie. Le 16 mars, Human Rights Watch critique les vidéos montrant le traitement des prisonniers de guerre russes par l'Ukraine, considérant ces faits comme une humiliation et une honte intentionnelle. L'organisation exhorte les autorités ukrainiennes à cesser de les publier sur les réseaux sociaux et les applications de messagerie.

#### Tirs dans les jambes contre des prisonniers
Le 26 mars, une vidéo montrant prétendument des soldats ukrainiens tirant dans les genoux de prisonniers russes (certains ont les mains attachées dans le dos et la tête recouverte d’un tissu blanc) ou frappant des captifs blessés lors d'une opération est mise en ligne sur Telegram. La vidéo a probablement été tournée à Malaya Rohan, au sud-est de Kharkiv, dans une zone récemment reprise par les troupes ukrainiennes. Les accents et les uniformes des ravisseurs sont cohérents avec le fait qu'ils sont des Ukrainiens de l'est du pays,.
D'après Oleksi Arestovitch, un conseiller du chef du bureau du président ukrainien, l'incident fera l'objet d'une enquête. Cette déclaration est appuyée par le président du comité d'enquête de la fédération de Russie, Alexandre Bastrykine. Le chef des forces armées ukrainiennes Valeri Zaloujny affirme quant à lui qu'il s'agit d'une mise en scène russe pour discréditer les forces de défense ukrainiennes,.
Le 29 mars, la chef de la Mission de surveillance des droits de l'homme des Nations unies en Ukraine, Matilda Bogner, appelle la Russie et l'Ukraine à ouvrir des enquêtes sur les allégations de mauvais traitements infligés aux prisonniers des deux camps et rappelle aux deux pays leurs obligations de traitement sur les prisonniers de guerre, veillant à ce qu'ils « ne soient pas exposés à la curiosité publique et doivent être traités avec dignité ».

#### Exécution de soldats capturés
Le 6 avril, une vidéo montrant des troupes ukrainiennes de la Légion géorgienne exécutant des soldats russes capturés est publiée sur Telegram. La vidéo est authentifiée par le New York Times. Un soldat russe agonisant au sol est visé à deux reprises à bout portant par un soldat ukrainien. Trois soldats russes vraisemblablement décédés, dont un blessé à la tête, sont aperçus près du soldat. La vidéo est filmée sur une route au nord du village de Dmytrivka, à 11 km au sud de Boutcha. L'incident s'est produit le 2 avril selon la date affichée sur la vidéo ; on y entend notamment un soldat s'exclamer « Gloire à l'Ukraine ! » et un autre « Gloire aux héros ! ».

#### Prisonniers russes condamnés par la justice ukrainienne
Le 23 mai 2022, Vadim Chichimarine est condamné à perpétuité pour le meurtre d'un civil, et fait appel de ce jugement. Peu de temps après la fin du procès, deux autres soldats russes sont jugés pour crimes de guerre pour avoir tiré des missiles sur une tour résidentielle à Kharkiv. Ils plaident également coupable.

### Prisonniers de guerre ukrainiens
La Mission de surveillance des droits de l'homme des Nations unies en Ukraine s'est dite préoccupée par le traitement des prisonniers de guerre ukrainiens détenus par les forces de la Russie et des républiques de Donetsk et de Louhansk. Le 4 avril 2022, selon la médiatrice ukrainienne Lyudmyla Denisova, des prisonniers de guerre ukrainiens ont déposé des plaintes concernant leurs mauvais traitements par les autorités russes, accusant leurs ravisseurs de conditions de vie inhumaines, affirmant avoir été intimidés et menacés à plusieurs reprises par leurs ravisseurs. Les prisonniers « étaient périodiquement emmenés un par un ; ils [les autorités russes] les frappaient pour en faire des exemples, tiraient près de leurs oreilles et les intimidaient ».

#### Humiliation de soldats capturés
Des vidéos montrant des prisonniers de guerre ukrainiens forcés de chanter des chansons pro-russes ou portant des ecchymoses ont suscité des inquiétudes quant à leur traitement. Selon Dmytro Lubinets, chef de la commission des droits de l'homme du parlement ukrainien, les Russes rasent de force les têtes des prisonnières ukrainiennes.
Des soldats ukrainiens capturés de nationalité britannique ont été enregistrés appelant Boris Johnson à organiser leur libération en échange du politicien ukrainien pro-Kremlin Viktor Medvedtchouk. Les vidéos ont été diffusées séparément sur la chaîne de télévision Rossiya 24, amenant le député Robert Jenrick à qualifier les vidéos de « violation flagrante » de la Troisième Convention de Genève. Selon un porte-parole russe, les prisonniers de guerre ukrainiens de nationalité britannique sont traités avec humanité, faisant référence à un appel de Boris Johnson demandant que les prisonniers britanniques fassent preuve de miséricorde. En contrepartie, il déclare que le Royaume-Uni doit « faire preuve de miséricorde » envers les citoyens ukrainiens en arrêtant l'aide militaire au gouvernement ukrainien.
Une autre vidéo circule montrant une interview réalisée par le journaliste britannique pro-Kremlin Graham Phillips avec le prisonnier de guerre ukrainien de nationalité britannique Aiden Aslin (en). Il a servi dans l'armée ukrainienne pendant quatre ans jusqu'à sa capture par l'armée russe à Marioupol. Dans la vidéo, il apparaît menotté avec une coupure au front et est traité à plusieurs reprises de « mercenaire », un crime passible de la peine de mort (peine qui sera prononcée le 10 juin) selon ses ravisseurs. La vidéo a été diffusée à la télévision russe.

#### Exécutions de soldats s'étant rendus
Lors d'une réunion du Conseil de sécurité de l'ONU, l'ambassadrice itinérante des États-Unis pour la Justice pénale mondiale, Beth Van Schaack, déclare obtenir des preuves concernant des soldats ukrainiens s'étant rendus avoir été exécutés par l'armée russe à Donetsk,. Un soldat ukrainien montré parmi les prisonniers dans une vidéo russe datant du 20 avril, fut confirmé mort quelques jours plus tard.
Des témoignages oculaires et une vidéo filmée par une caméra de sécurité prouvent que le 4 mars, des parachutistes russes ont exécuté au moins huit prisonniers de guerre ukrainiens à Boutcha. Les victimes étaient des habitants locaux qui avaient rejoint les forces de défense peu de temps avant leur assassinat.

#### Peine de mort contre des soldats étrangers servant dans les forces armées ukrainiennes
À la suite d'un procès-spectacle devant la Cour suprême de la république populaire de Donetsk, trois membres des forces armées ukrainiennes, Aiden Aslin, Saadoun Brahim et Shaun Pinner sont déclarés mercenaires et condamnés à mort par peloton d'exécution. La décision fait polémique car les accusés sont qualifiés de prisonniers de guerre en vertu du droit international humanitaire et ne sont pas accusés d'avoir commis des crimes de guerre.
Le 10 juin, le Haut-Commissariat des Nations unies aux droits de l'homme condamne cette décision. L'assesseur de l'organisation déclare que « de tels procès contre des prisonniers de guerre s'apparentent à un crime de guerre » et souligne que, selon le commandement en chef de l'Ukraine, tous les accusés font partie des forces armées ukrainiennes et ne doivent donc pas être considérés comme des mercenaires. Le porte-parole de l'agence exprime également sa préoccupation quant à l'équité procédurale en déclarant que « depuis 2015, nous avons observé que le soi-disant système judiciaire au sein de ces républiques autonomes n'a pas respecté les garanties essentielles d'un procès équitable, telles que la neutralité des débats, l'indépendance, l'impartialité des tribunaux, et le droit de ne pas être contraint de témoigner ».
Selon l'Association internationale du barreau, « toute mise en œuvre de la peine de mort » prononcée « sera un cas évident de meurtre pur et simple d'Aiden Aslin, Shaun Pinner et Brahim Saaudun et sera considérée comme un crime de guerre international. Tout auteur (toute personne engagée devant le soi-disant « tribunal » de la RPD et quiconque conspire pour exécuter cette décision) seront considérés comme des criminels de guerre », soulignant également que ni la loi russe ni la loi ukrainienne n'autorisent la peine de mort.
Le 12 juin, le chef de la république populaire de Donetsk, Denis Pouchiline, réitère que les séparatistes ne considèrent pas le trio comme des prisonniers de guerre, mais comme des individus venus en Ukraine pour tuer des civils pour de l'argent, ajoutant qu'il ne voie aucune raison de modifier ou d'atténuer les peines. Le président de la Douma d'État russe, Viatcheslav Volodine, accuse le trio de fasciste méritant la peine de mort. Selon lui, les forces armées ukrainiennes commettent des crimes contre l'humanité et sont contrôlées par un régime néonazi à Kiev.
Le 17 juin, la Cour européenne des droits de l'homme prononce un sursis d'urgence à l'exécution de Saadoun Brahim. Il souligne que la Russie est toujours tenue de suivre les décisions du tribunal,. Plus tôt en juin, la Douma d'État russe a adopté une loi mettant fin à la compétence du tribunal en Russie, mais celle-ci n'a pas encore été promulguée.

## Pillage
Le pillage est un crime de guerre en vertu de la règle 52 de la Convention de Genève. Les survivants de Boutcha accusent les soldats russes d'avoir pillé la ville en emportant des bijoux, appareils électroniques, appareils de cuisine, vêtements et véhicules des habitants. Le journaliste du Wall Street Journal, Yaroslav Trofimov, rapporte avoir entendu des témoignages de soldats russes pillant de la nourriture et des objets de valeur lors de sa visite dans le sud de l'Ukraine. Les journalistes du Guardian s'étant rendus à Trostianets après un mois d'occupation russe rapportent des preuves de « pillages systématiques ». Également, des villageois de Berestyanka, près de Kiev, décrivent à la ABC News les nombreux pillages des soldats russes dans les maisons, emportant avec eux des vêtements, appareils électroménagers et électroniques pendant l'occupation de la ville.
Des vidéos sont publiées sur Telegram où l'on voit des soldats russes renvoyer des biens ukrainiens volés chez eux via un service de messagerie en Biélorussie. Les éléments visibles dans les vidéos comprennent des climatiseurs, de l'alcool, des batteries de voiture et des sacs de magasins ukrainiens EpiCentre K. Des images supplémentaires de biens pillés sont publiées sur le compte TikTok Ukraine Alert, montrant les marchandises volées dans un véhicule blindé de transport de troupes russe abandonné. L'armée ukrainienne affirme avoir intercepté des appels téléphoniques où les Russes se seraient « vantées » d'avoir pillé plusieurs magasins et maisons pendant leur occupation. La société russe de services postaux SDEK a cessé de diffuser en direct sa vidéosurveillance depuis début avril. SDEK diffuse en direct des vidéos de ses bureaux de livraison par courtoisie envers les clients pour leur montrer à quel point ceux-ci sont occupés, avant que les clients ne se rendent dans les succursales. Ce flux en direct a été utilisé par le dissident biélorusse en exil Anton Motolko comme preuve de pillage. Certains des articles présumés proviennent de la centrale nucléaire de Tchernobyl. Certains de ces articles sont radioactifs ou contaminés par la radioactivité car ils étaient utilisés pour la maintenance de la centrale nucléaire.
Selon certaines informations, des bazars seraient mis en place par les forces russes en Biélorussie pour commercer les biens pillés. Ces articles concernent « des machines à laver, lave-vaisselles, réfrigérateurs, bijoux, voitures, vélos, motos, vaisselle, tapis, objets d'art, jouets pour enfants et cosmétiques ». Les soldats russes demanderaient à être payés en euros ou en dollars américains, mais en raison des restrictions monétaires, ce type de paiement rend la tâche difficile pour les habitants.
De nombreuses allégations de pillage par les troupes russes d'institutions culturelles ont été soulevées par des responsables ukrainiens, la majorité des accusations provenant des régions de Marioupol et Melitopol. Selon des responsables ukrainiens, les forces russes ont saisi plus de 2 000 œuvres d'art et de l'or scythes dans divers musées et les ont acheminés dans la région du Donbass.

## Revendications d'intention

### Intention génocidaire
« La dénazification sera inévitablement aussi une désukrainisation – un rejet de l'inflation artificielle à grande échelle de la composante ethnique de l'auto-identification de la population... »

— Passage de l'article « Ce que la Russie devrait faire de l'Ukraine », publié par les médias d'État russes.
Le 5 avril 2022, le spécialiste de la Shoah Eugene Finkel affirme qu'après la résistance des forces armées ukrainiennes à la phase initiale de l'opération militaire russe de 2022, les objectifs de l'invasion ont évolué. Selon lui, les preuves combinées de crimes de guerre généralisés, y compris le massacre de Boutcha, ainsi que des preuves « abondantes » d'intention génocidaire, comme l'illustre l'essai « Ce que la Russie devrait faire de l'Ukraine » publié dans RIA Novosti par Timofeï Sergueïtsev, ont établi qu'un génocide était en cours,. Le 8 avril 2022, l'historien Timothy Snyder analyse l'essai de Timofeï Sergueïtsev. Pour lui, il s'agit d'« un programme explicite pour l'élimination complète de la nation ukrainienne en tant que telle ». Il ajoute que Sergueïtsev présente la définition russe du « nazi » comme étant « un Ukrainien qui refuse d'admettre être un Russe », et toute « affinité pour la culture ukrainienne ou pour l'Union européenne » est considérée comme du « nazisme ». Ainsi, selon Snyder, le document définit les Russes comme n'étant pas des nazis et justifie l'utilisation des méthodes du fascisme contre les Ukrainiens tout en appelant les méthodes de « dénazification ». Snyder décrit le document comme « l'un des documents les plus ouvertement génocidaires [qu'il ait] jamais vus », le document demandant que la majorité des Ukrainiens, soit vingt millions de personnes, soient tués ou envoyés dans des camps de travail. Snyder soutient que le document de Sergueïtsev, publié deux jours après la découverte du massacre de Boutcha, rend l'établissement de l'intention génocidaire beaucoup plus facile à prouver légalement que dans d'autres cas de massacre. The Guardian décrit également les médias russes, dont RIA Novosti, comme encourageant le génocide au motif d'une féroce résistance ukrainienne à l'invasion, prouvant leur nazisme.
Le 14 avril 2022, le parlement ukrainien adopte une résolution affirmant que les actions des forces armées russes, y compris de ses dirigeants politiques et militaires, constituent un génocide contre le peuple ukrainien. La résolution cite : « Les actions commises par les forces armées russes ne sont pas seulement un crime d'agression, mais poursuivent l'objectif de destruction systématique et cohérente du peuple ukrainien, de son identité et de la privation de son droit à l'autodétermination et au développement indépendant ».

## Poursuites judiciaires
Compte tenu du siège de la Russie au Conseil de sécurité de l'ONU et des plaintes déposées devant les tribunaux internationaux par l'Ukraine concernant l'agression russe en Crimée et dans le Donbass, les analystes juridiques ont d'abord émis l'hypothèse que l'Ukraine pourrait rencontrer des difficultés pour obtenir un recours contre l'invasion.

### Cour pénale internationale
Le 25 février 2022, d'après le procureur de la CPI, Karim Khan, la CPI peut « exercer sa compétence et enquêter sur tout acte de génocide, crime contre l'humanité ou crime de guerre commis en Ukraine ». Il annonce dans la foulée le lancement d'une enquête complète de la CPI, et demande à son équipe « d'explorer toutes les opportunités de préservation des preuves ». La Première ministre lituanienne Ingrida Šimonytė annonce le même jour l'ouverture de l'enquête de la CPI par la Lituanie.
Le 2 mars, 39 États ont déjà déféré la situation en Ukraine au procureur de la CPI, permettant l'ouverture d'une enquête sur les allégations passées et présentes de crimes de guerre, de crimes contre l'humanité ou de génocide commis en Ukraine par toute personne à partir du 21 novembre 2013,. Le 11 mars, deux renvois supplémentaires sont soumis au procureur de la CPI, qui déclare que les enquêtes vont commencer. Le bureau du procureur met en place une méthode en ligne permettant aux personnes disposant de preuves d'entrer en contact avec les enquêteurs.
Ni l'Ukraine ni la Russie ne sont États parties au Statut de Rome, la base juridique de la CPI. La juridiction pénale internationale permanente a l'autorisation d'enquêter en Ukraine, car le pays est signataire de deux déclarations consentant à la compétence de la CPI pour les crimes commis en Ukraine à partir du 21 novembre 2013,,. Les articles 28(a) et 28(b) du Statut de Rome définissent la relation entre la responsabilité du commandement et la responsabilité du supérieur hiérarchique des structures de la chaîne de commandement des forces armées concernées.

### Cour internationale de Justice
Le 27 février, l'Ukraine dépose une requête auprès de la Cour internationale de justice faisant valoir que la Russie avait violé la convention sur le génocide en utilisant une accusation non fondée de génocide afin de justifier son agression contre l'Ukraine,.
Le 1er mars, la CIJ demande officiellement à la Russie « d'agir de telle manière » qu'elle permette à une décision sur des mesures provisoires de devenir effective (pas clair). L'audience de la CIJ dans l'affaire « Ukraine v. Russian Federation » est prévue les 7 et 8 mars 2022, qui se tiendra au palais de la Paix à La Haye et en ligne, avec une diffusion en direct en anglais et en français.
Le 16 mars, la Cour internationale de justice rend une injonction (statué 13-2) ordonnant à la Russie de cesser immédiatement toute action militaire en Ukraine, avec la dissidence du vice-président Kirill Gevorgian de Russie et du juge Xue Hanqin de Chine. La Cour appelle également à l'unanimité, « les deux Parties doivent s'abstenir de toute action susceptible d'aggraver ou d'étendre le différend devant la Cour ou de le rendre plus difficile à résoudre ».

### Enquête des procureurs fédéraux en chef ukrainiens
Le procureur en chef de l'Ukraine annonce constituer un dossier regroupant 2 500 crimes de guerre liés à l'invasion russe. Le 25 février, le ministre ukrainien des Affaires étrangères Dmytro Kuleba dénonce les crimes de guerre commis par la Russie, ajoutant que le procureur général d'Ukraine rassemble des preuves qui seront « immédiatement transférés » à la Cour pénale internationale.
Le 13 mai, le premier procès pour crimes de guerre s'ouvre à Kiev, il s'agit d'un soldat russe qui avait reçu l'ordre de tirer sur un civil non armé. Le soldat, Vadim Chichimarine, plaide coupable de ce crime,. Peu de temps après la fin du procès, deux autres soldats russes sont jugés pour crimes de guerre pour avoir tiré des missiles sur une tour résidentielle à Kharkiv. Ils plaident également coupable.
Le 25 mai 2022, l'UE, les États-Unis et le Royaume-Uni annoncent la création du groupe consultatif sur les atrocités criminelles (Atrocity Crimes Advisory Group, ACA) pour aider à coordonner leurs enquêtes et soutenir les unités chargées des crimes de guerre du bureau du procureur général d'Ukraine (OPG),.

### Commission d'enquête internationale sur l'Ukraine
Le 4 mars 2022, le Conseil des droits de l'homme des Nations unies vote par 32 voix pour et 2 voix contre (et 13 abstentions) la création d'une Commission internationale d'enquête sur l'Ukraine, un comité international indépendant composé de trois experts des droits de l'homme ayant pour mandat d'enquêter sur les violations des droits de l'homme et du droit international humanitaire dans le contexte de l'invasion russe de l'Ukraine en 2022,.

### Mission de surveillance des droits de l'homme des Nations unies en Ukraine
La Mission de surveillance des droits de l'homme des Nations unies en Ukraine (HRMMU), dont la surveillance des violations des droits de l'homme par toutes les parties en Ukraine a commencé en 2014, poursuit sa surveillance pendant l'invasion russe de 2022, en retenant 60 observateurs en Ukraine. Le 30 mars 2022, la HRMMU a enregistré 24 « allégations crédibles » d'utilisation par la Russie d'armes à sous-munitions et 77 incidents de dommages visant des installations médicales. Michelle Bachelet déclare : « La destruction massive de biens civils et le nombre élevé de victimes civiles indiquent clairement que les principes fondamentaux de distinction, de proportionnalité et de précaution n'ont pas été suffisamment respectés ».

### Équipe commune d'enquête de l'UE
Au lendemain du massacre de Boutcha, l'Union européenne met en place une équipe d'enquête conjointe avec l'Ukraine pour enquêter sur les crimes de guerre et les crimes contre l'humanité. Dans le cadre de l'équipe d'enquête conjointe, un groupe d'enquêteurs et d'experts juridiques d'Eurojust et d'Europol est mis à disposition pour fournir une assistance au ministère public ukrainien. Le 6 avril 2022, le procureur général des États-Unis, Merrick Garland, annonce que le département américain de la Justice assistait les procureurs d'Eurojust et d'Europol dans leur enquête, s'efforçant également de soutenir le procureur ukrainien.

### Organisation pour la sécurité et la coopération en Europe
Un rapport publié par le Bureau des institutions démocratiques et des droits de l'homme (BIDDH) de l'OSCE le 12 avril 2022 déclare : « Une évaluation détaillée de la plupart des allégations de violations du droit international humanitaire (DIH) et l'identification des crimes de guerre concernant des incidents particuliers n'ont pas été possibles. Néanmoins, la mission constate des schémas clairs de violations du DIH par les forces russes dans leur conduite des hostilités. S'ils avaient respecté leurs obligations en matière de DIH en termes de distinction, de proportionnalité et de précautions dans les attaques et concernant les biens spécialement protégés tels que les hôpitaux, le nombre de civils tués ou blessés aurait été bien inférieur. De même, un nombre bien inférieur de maisons, d'hôpitaux, de biens culturels, d'écoles, d'immeubles résidentiels, de stations d'eau et de systèmes électriques auraient été endommagés ou détruits. En outre, une grande partie de la conduite des forces russes affichées dans les parties de l'Ukraine qu'elles occupent avant et après le 24 février 2022, y compris par l'intermédiaire de leurs mandataires, les « républiques » autoproclamées de Donetsk et de Louhansk, viole le DIH de l'occupation militaire ». Ce rapport indique également : « La Mission a également examiné l'impact du conflit actuel sur les droits de l'homme. Bien qu'elle n'ait pas été en mesure de vérifier tous les incidents signalés impliquant des violations du droit international des droits de l'homme (DIDH), elle a rassemblé des preuves crédibles suggérant que de telles violations concernant même les droits de l'homme les plus fondamentaux (droit à la vie, interdiction de la torture et autres peines et traitements inhumains et dégradants) ont été commises, principalement dans les zones sous le contrôle effectif de la Russie ou dans des entités sous le contrôle général de la Russie ».

### Organisations non gouvernementales (ONG)

#### Groupe de travail juridique international
Fin mars 2022, le « Groupe de travail sur la responsabilité pour les crimes commis en Ukraine », un groupe international d'avocats pro bono, est créé pour aider les procureurs ukrainiens à coordonner les affaires judiciaires pour « crimes de guerre » et d'autres crimes liés à l'invasion russe de l'Ukraine,.

#### Centre pour les libertés civiles
Le Centre pour les libertés civiles est une ONG ukrainienne fondée en 2007, lauréat du prix Nobel de la paix 2022. Sa présidente Oleksandra Matviïtchouk demande la création d'un tribunal international pour juger Vladimir Poutine, Alexandre Loukachenko et d'autres criminels de guerre.

### Compétence universelle
Plusieurs États, dont l'Estonie, l'Allemagne, la Lettonie, la Lituanie, la Norvège, la Pologne, la Slovaquie, l'Espagne, la Suède et l'Ukraine, ont annoncé en mars et avril 2022 mener des enquêtes sur les crimes de guerre commis lors de l'invasion russe de l'Ukraine en vertu du principe de compétence universelle du droit international humanitaire.

## Réactions internationales
Lors d'un débat à la Chambre des communes le 24 février, le Premier ministre britannique Boris Johnson s'exprime : « quiconque envoie un Russe au combat pour tuer des Ukrainiens innocents » pourrait faire face à des accusations, comparant Poutine à Slobodan Milošević. Johnson exprime également son soutien à la formation d'un tribunal international pour juger les auteurs de crimes de guerre commis pendant la guerre.
Le 15 mars, le Sénat américain adopte à l'unanimité une résolution condamnant le président russe Vladimir Poutine comme criminel de guerre, une rare démonstration d'unité au sein d'un Congrès profondément divisé. Le lendemain, le président américain Joe Biden qualifie à son tour Poutine de criminel de guerre. Un jour plus tard, le secrétaire d'État américain Antony Blinken appuie ces déclarations en ajoutant : « Sur la base des informations actuellement disponibles, le gouvernement américain estime que des membres des forces russes ont commis des crimes de guerre ». Une semaine plus tard, le département d'État publie une évaluation formelle selon laquelle la Russie a effectivement commis des crimes de guerre. Le 12 avril 2022, Biden estime que ces faits avérés de crimes de guerre en Ukraine constituent un génocide.
Le 3 avril 2022, le ministre français des Affaires étrangères, Jean-Yves Le Drian, estime que les abus commis par les forces russes dans les villes ukrainiennes, en particulier à Boutcha, peuvent constituer des crimes de guerre. Le 7 avril, le président français Emmanuel Macron veut « rassembler des preuves » contre « des crimes de guerre des Russes ».
L'Assemblée générale des Nations unies a voté le 7 avril 2022 la suspension de la Russie du Conseil des droits de l'homme des Nations unies pour « violations et abus flagrants et systématiques des droits de l'homme ».